# Arkitektur och stadsbyggnad i Varberg

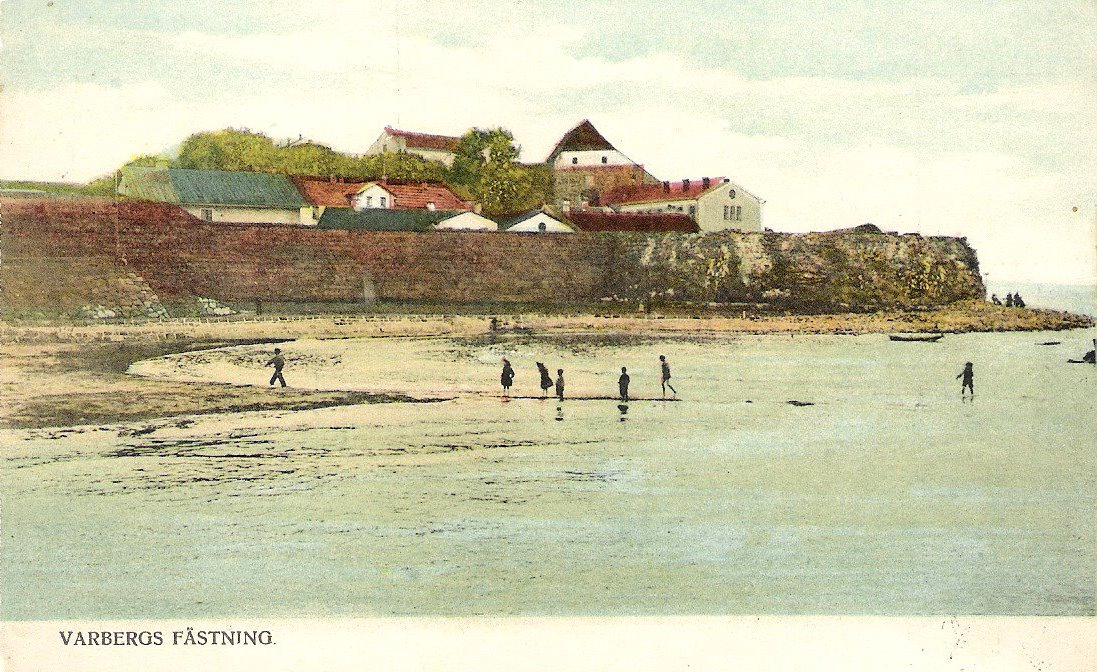
Varbergs fästning, här avbildad på ett vykort från början av 1900-talet, är en av stadens mest berömda byggnader. Den har byggts om och till under åtta århundraden.

Varbergs stadsbyggnadshistoria sträcker sig tillbaka till medeltiden. De äldsta byggnaderna som finns kvar som mer än ruiner finns på Varbergs fästning. I själva staden är de äldsta byggnaderna från 1600-talet, då staden flyttats flera gånger samt helt eller delvis brunnit ner eller bränts av fientliga soldater åren 1256, 1565, 1612, 1666, 1767 och 1863.
Bebyggelsen bestod i äldre tider mestadels av trähus. Det äldsta bevarade exemplet är det Hayska husets äldre del, som finns bevarat från tiden före branden 1666. Efter den sista branden 1863 började man uppföra fler hus i sten och tegel, vilket gav högre brandsäkerhet. Med järnvägens ankomst växte Varberg kraftigt vid slutet av 1800-talet. Varberg blev en flitigt besökt kurort bland bättre bemedlade. Vid 1800-talets slut och 1900-talets början uppfördes kallbadhuset, Societetshuset och varmbadhuset bland andra byggnader som hör till stadens mest kända.
Under 1900-talet utvecklades och industrialiserades Varberg. Under seklets senare del revs delar av den äldre bebyggelsen. Det mest kända och kritiserade exemplet är rivningen av Gerlachska huset 1977. Under 1900-talet uppstod också nya bostadsområden utanför centrum, däribland Håsten, Sörsedammen och Brunnsberg.
Under 2000-talet har staden främst expanderat söderut genom bebyggelsen på Breared. De tre höghusen vid Söderhöjd, tolv, tretton och fjorton våningar höga, stod klara 2007.

## Medeltiden

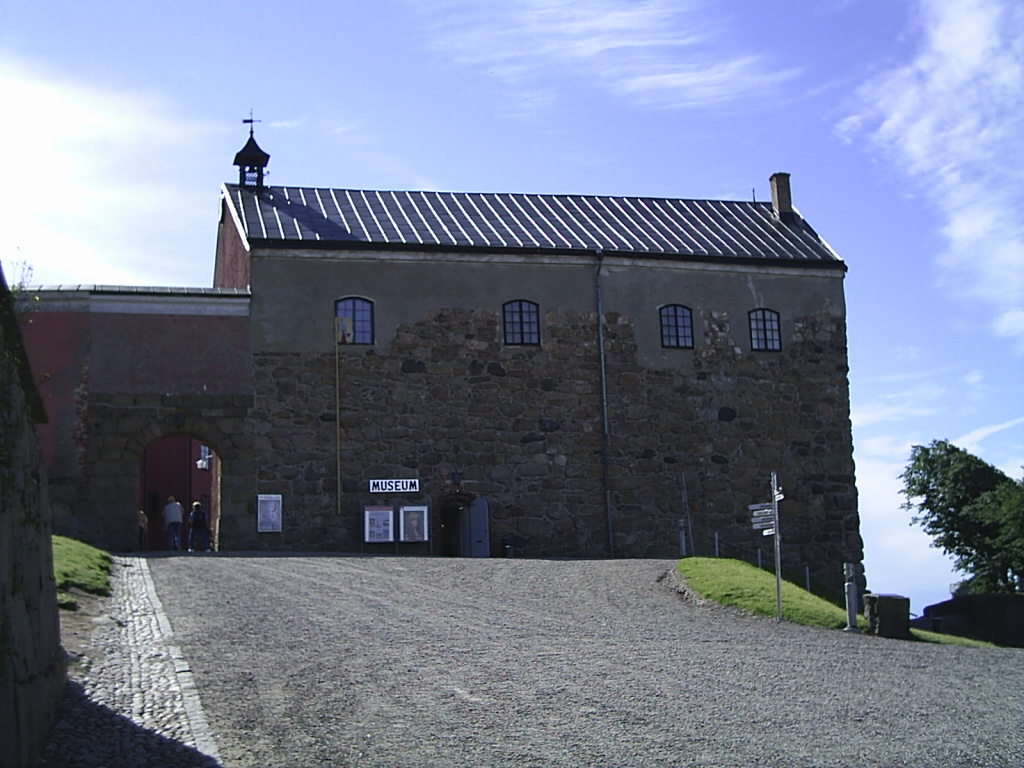
Norra slottslängan, som var greve Jacobs ursprungliga borg. Fönstren är av senare datum. Lägg märke till den lilla takryttaren. Byggnaden var garnisonskyrka till 1830.

Under historien har staden Varberg flyttats flera gånger, och därför finns inte många byggnader bevarade från tiden före 1800-talet. Dessutom har staden – i likhet med många andra svenska städer – eldhärjats vid flera tillfällen. Än idag är dock Varbergs fästning en av stadens mest berömda och framträdande byggnader. Dess äldsta delar är från slutet av 1200-talet, men de kraftiga vallar som omger den medeltida borgen är uppförda under 1500- och 1600-talen.
Greve Jacob Nielsen av Norra Halland anklagades för delaktighet i mordet på den danske kungen Erik Klipping den 22 november 1286. Han förklarades därför fredlös. Med stöd från den norska kungamakten kunde han behålla makten i Norra Halland, som omfattade Fjäre, Viske, Himle och Faurås härader. Den enda stadsbildningen i området var Getakärr, en av Varbergs tidigaste föregångare. Inte långt därifrån lät greve Jacob som skydd uppföra en mindre borg på ett vårdkasberg. Från detta berg, wardhberg, med betydelsen "vaktberg", har Varberg fått sitt nuvarande namn. Ursprungligen var det bara borgen som kallades Varberg eller Varbergshus.
Greve Jacobs borg, den norra slottslängan som är fästningens äldsta hus, saknade fönster och ingången satt uppe under taket för maximal säkerhet. Murarna var upp till två meter tjocka, vilket kan ses vid den nuvarande entrén till Länsmuseet Varberg, som huggits upp genom muren. Ända fram till 1830 var den i bruk som gudstjänstlokal för garnisonen på fästningen. Idag är den en del av Länsmuseet Varbergs utställningslokaler. Under senare tid har fönster huggits upp i murarna.
Borgen växte med fler längor och murar runt en borggård på bergets krön. Arkeologiska undersökningar har visat att ett eller flera torn funnits. I Varbergs kommunvapen, som har sitt ursprung i ett sigill från 1536, avbildas ett torn. Borgen blev senare en av kronans borgar, och bland kungligheter som periodvis huserat här kan nämnas Magnus Eriksson med drottning Blanka av Namur, Albrekt av Mecklenburg samt drottning Margareta.
Staden Ny Varberg grundades norr om Getakärr – som då börjat kallas Varberg efter slottet – vid 1400-talets början. Anledningen lär ha varit att kungamakten i Roskilde ville få till en förskjutning av makten i området, då Varberg (Getakärr) stod under stark kontroll av borgherren på slottet. Varberg kallades därefter för Gamla Varberg, och fick så småningom sina stadsrättigheter indragna. Staden förföll då. Från medeltiden finns ruinerna av Getakärrs kyrka kvar, se Getakärrs kyrkoruin.
Ny Varberg var som störst i mitten av 1500-talet och hade då sin blomstringstid. Detta har man kunnat bekräfta genom olika historiska källor, inte minst arkeologiskt material. Dessa fynd förvaras på Länsmuseet Varberg. I utkanten av staden fanns ett karmelitkloster. Utgrävningar har visat att det också fanns ett hospital och ett kapell. Idag återstår inte mycket av klostret. Läget för dess murar är markerat i marken med stenhällar. På platsen finns en modell av klostret och en informationsskylt från Riksantikvarieämbetet.
Under medeltiden fanns också strax norr om den nuvarande centralorten Ås kloster, som givit upphov till ortnamnet Åskloster. Detta kloster var ett av Hallands största. Det tillhörde Cisterciensorden och grundades redan vid 1100-talets slut, och är därmed mycket äldre än det i Ny Varberg.

## 1500- och 1600-talen

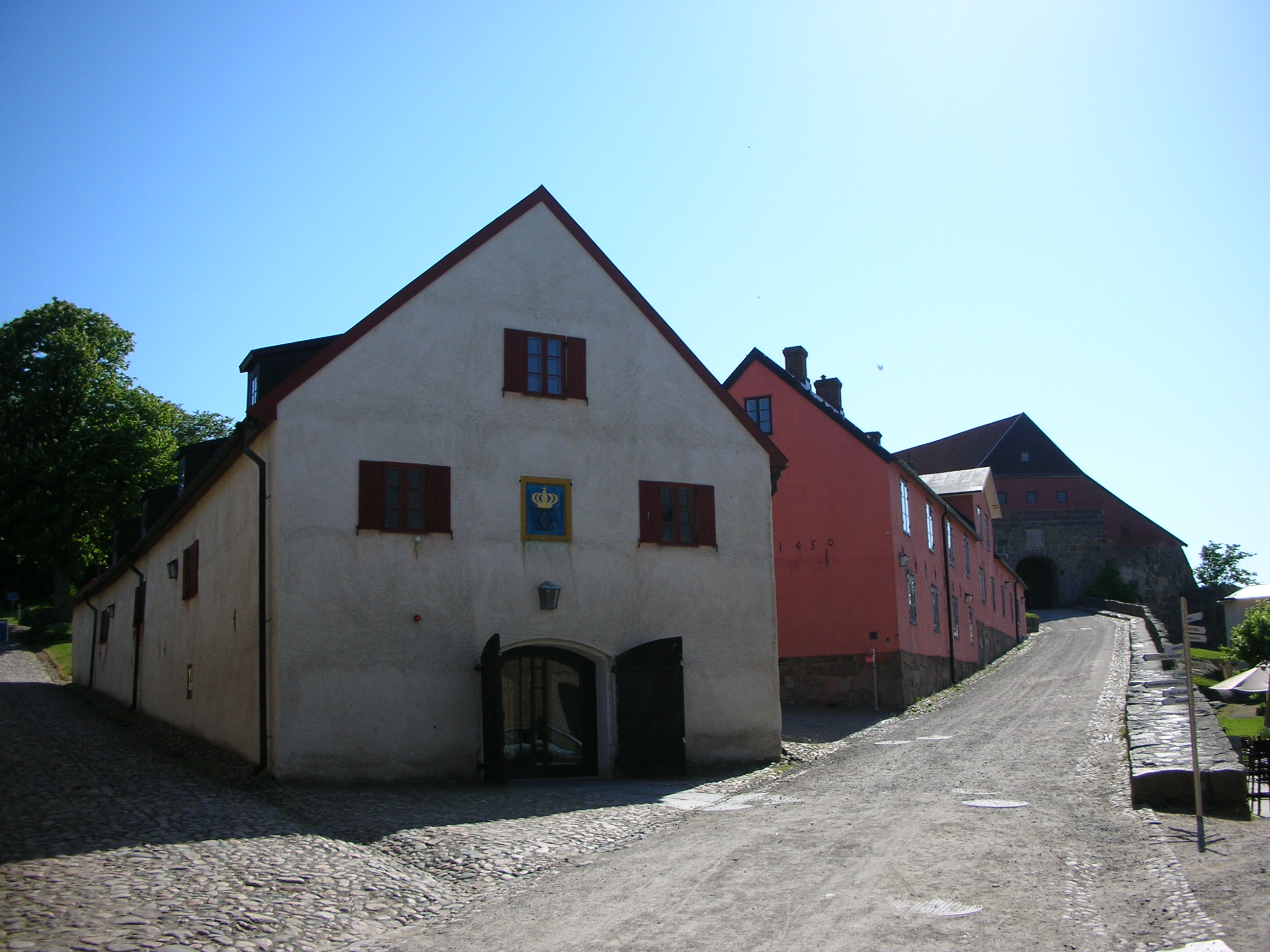
Karl XI:s stall på fästningen uppfördes på 1610-talet, då Halland var danskt. Ursprungligen fanns Kristian IV:s namnchiffer över dörren, men det ersattes med Karl XI:s när fästningen föll i svenska händer. Längst upp i backen skymtar Mellersta valvet.

Vid 1500-talets slut och 1600-talets början, under Kristian IV:s regeringstid, skedde den stora utbyggnaden av Varbergs slott till ett av Europas modernaste befästningsverk med bastioner och kasematter. Det var byggmästare Hans van Stenwinkel, en nederländare som kom till Danmark på 1570-talet, som ledde arbetet. Under en arbetsdag var omkring 1 000 bönder sysselsatta med fästningsbygget, som inleddes 1588 och pågick i 30 år, under vilka omkring två miljoner dagsverken beräknas ha utförts.
Av det berg greve Jacob byggde sin borg på syns inte mycket idag. Hela borgklippan kläddes in med jord, runt vilket fem bastioner byggdes, en i varje hörn samt ytterligare en mitt på muren mot havet. Bastionerna har olika namn. Medurs är dessa Vita munken i nordost, Grå munken i sydost, Röda munken i sydväst, Dammbationen i väster och Smedjebastionen i nordväst. Särskilt starka gjordes befästningarna i syd och sydöst, eftersom fienden kunde ställa upp kanoner på Rantzauklippan, vilket också skedde 1565 under nordiska sjuårskriget.
I bastionerna fanns kasematter – kanonrum – från vilka man kunde skjuta utmed fästningens murar och därmed tillintetgöra en fiende som försökte storma fästningen. Kasematterna byggdes i tegel. De är försedda med ett sinnrikt system av runda öppningar i murarna, nära taket, avsedda att leda bort dels den giftiga krutröken, dels den tryckvåg som bildades då kanonerna avfyrades.
Fästningsbygget avslutades 1618. Därefter har Varbergs fästning aldrig varit indragen i någon militär konflikt, och fästningen har aldrig blivit intagen eller erövrad efter utbyggnaden. Genom freden i Brömsebro övergick fästningen i svensk ägo.
Utöver själva befästningsverken uppfördes även diverse andra byggnader på fästningsområdet, norr om den gamla borgen som förblev fästningens kärna. Mest framträdande är kanske det Mellersta valvet, uppfört 1612, mot vilket en backe leder. Nedanför backen ligger den byggnad som kallas Karl XI:s stall. Det uppfördes på 1610-talet och fungerade ursprungligen som stall, därav namnet, men blev sedan tyghus.
Bland byggnaderna på fästningen bör också nämnas Kockenburg i bastionen Grå munken, en tunnel som leder i en spiral runt ett djupt schakt, kallat "lyktan". Genom öppningar i muren lyses Kockenburg upp av det ljus som kommer ner i lyktan. Tunneln fungerade som transportgång för kanoner, som drogs av hästar varför gången som lutar brant neråt saknar trappsteg. Rundetårn i Köpenhamn är utformat på samma sätt.
Fästningen fungerade också i flera hundra år som fängelse. Redan i de medeltida byggnaderna finns fängelsehålor. Fästningen miste snart sin roll som viktig försvarsposition, men fortsatte, i likhet med andra fästningar, att fungera som fängelse. Kasematterna, som inte längre fyllde sin funktion som kanonrum, byggdes om till stora gemensamma fängelsehålor där många interner förvarades. Det var dock först 1848 som fästningen officiellt sett blev fängelse.
Natten till den 20 februari 1612 brändes Ny Varberg av svenska trupper under Kalmarkriget. Staden återuppbyggdes aldrig, utan flyttades till det som idag heter Platsarna, alldeles vid fästningen. Man vet ganska mycket om denna stad, till exempel finns kartor som visar hur gatunätet såg ut. Bebyggelsen låg samlad i stora kvarter med raka gator mellan, i stil med tidens ideal för stadsplanering. Staden låg i viss mån skyddad bakom fästningen, men den var aldrig befäst och gatorna var riktade på ett sådant sätt att man från fästningen kunde skjuta in mellan husen ifall staden skulle falla i fiendens händer.
Varberg härjades av en häftig brand den 12 augusti 1666, då hela staden lades i aska. Stadens invånare ville bygga upp den igen på samma plats, men överheten beslöt att flytta staden till det nuvarande läget, eftersom det gav "bättre rum framföre Castellet och rätta distansen därifrån, så är på ingen wijdare förändring att tänka", som generalguvernören uttryckte det.
Efter branden återuppfördes Varberg på sin nuvarande plats. Ett rutnät med raka gator och kvadratiska kvarter anlades. Det är samma gatunät som finns kvar idag. Staden byggdes inom de fyra vallgatorna, en i varje väderstreck. Det centralt placerade torget utgjorde stadens mittpunkt. Här låg Caroli kyrka som färdigställdes 1687.
Varberg var vid denna tid en mycket liten stad. Bebyggelsen bestod av trähus och även Caroli kyrka var i korsvirke. Nästan ingen bebyggelse finns bevarad från 1600-talet, då Varberg eldhärjats flera gånger under 1700- och 1800-talen. Ett undantag är den äldre delen av Hayska huset, som klarade sig undan branden 1666 och flyttades till stadens nuvarande läge, där det också klarade bränderna 1767 och 1863.
Byggnader från 1600-talet

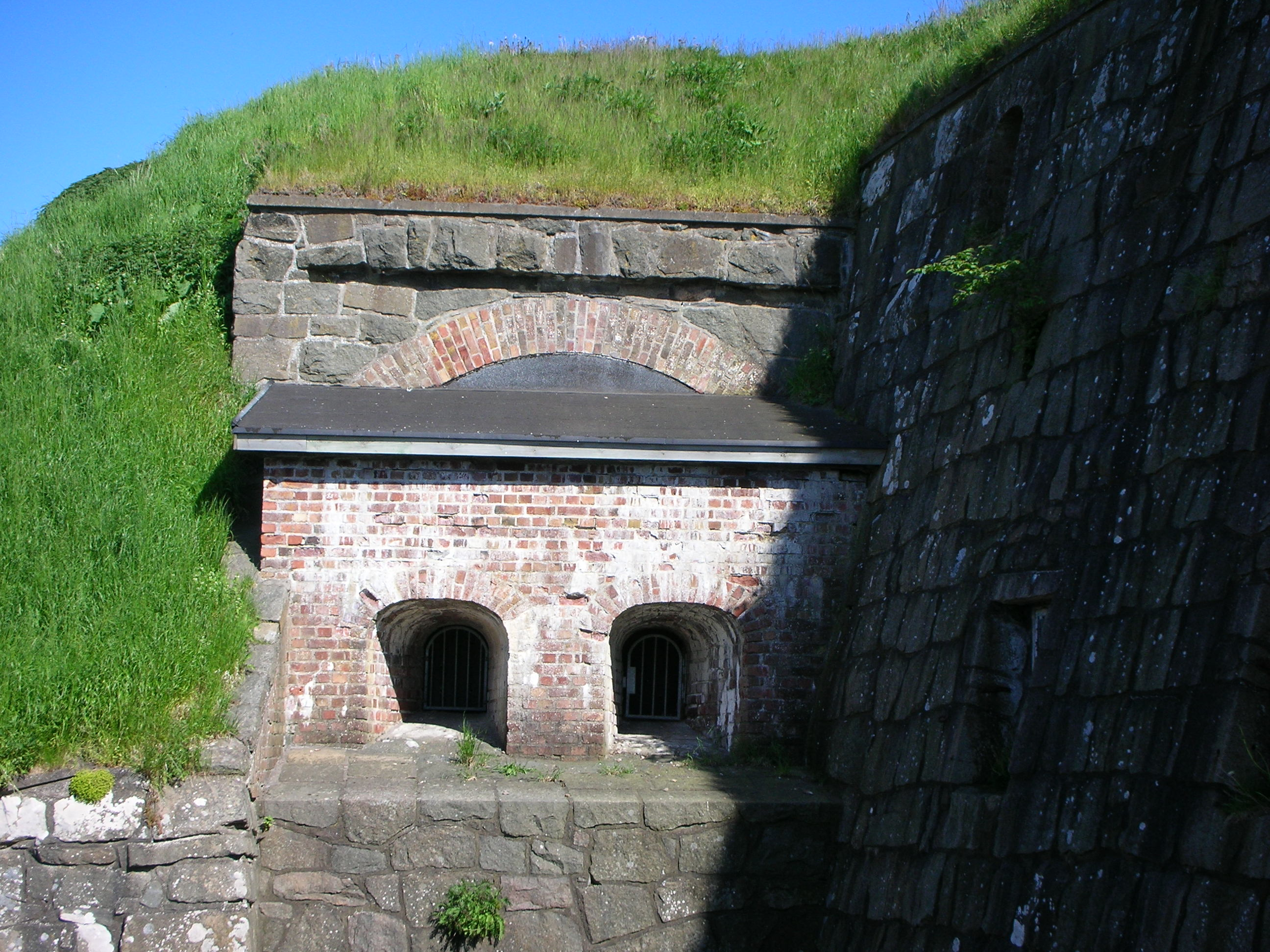
Detalj från bastionen Vita munken.
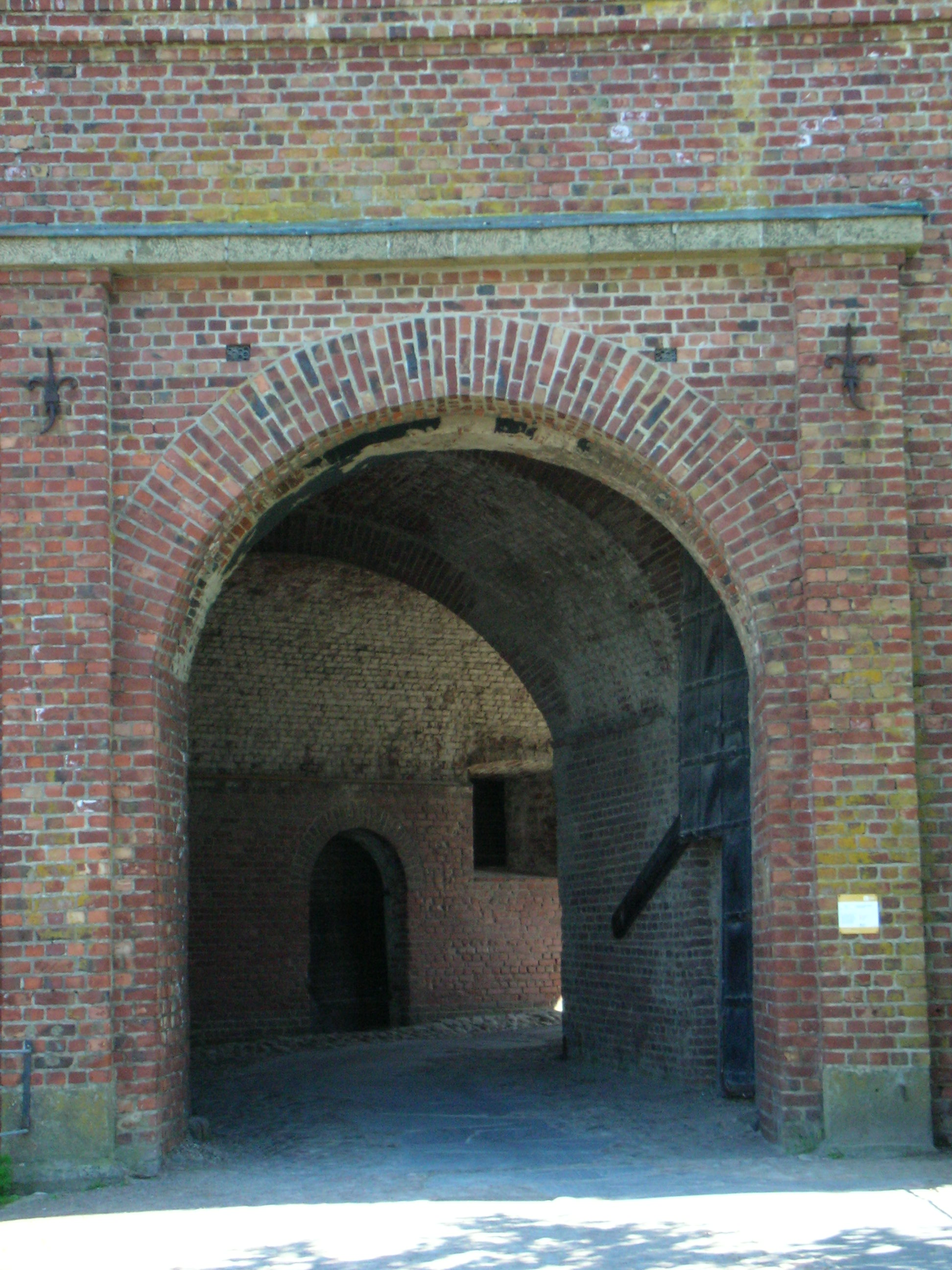
Första valvet.
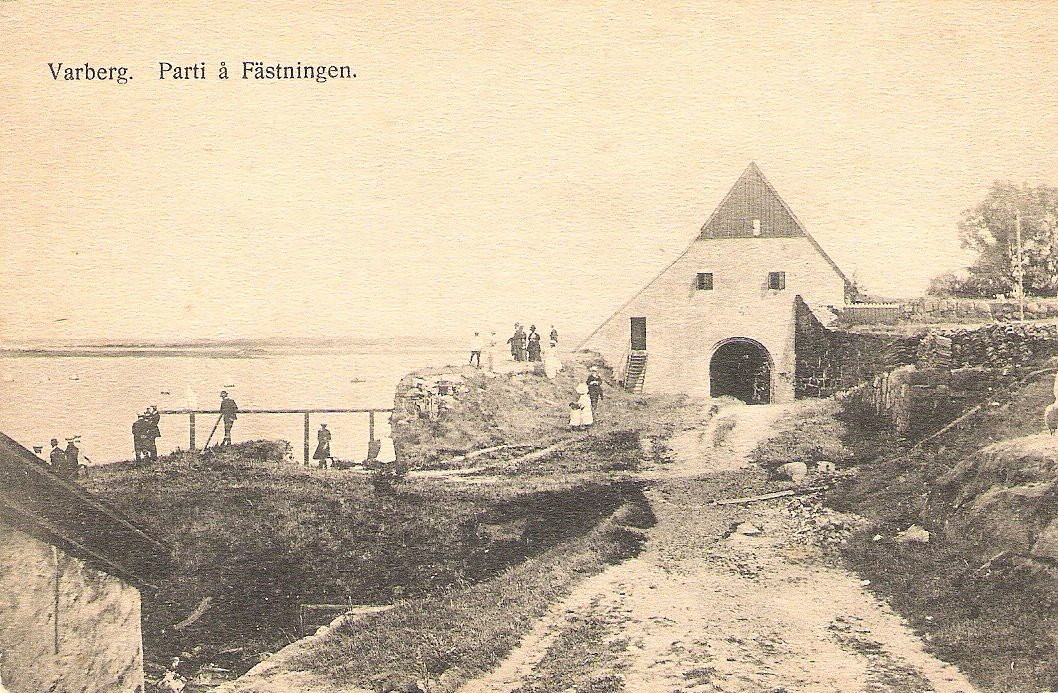
Mellersta valvet.
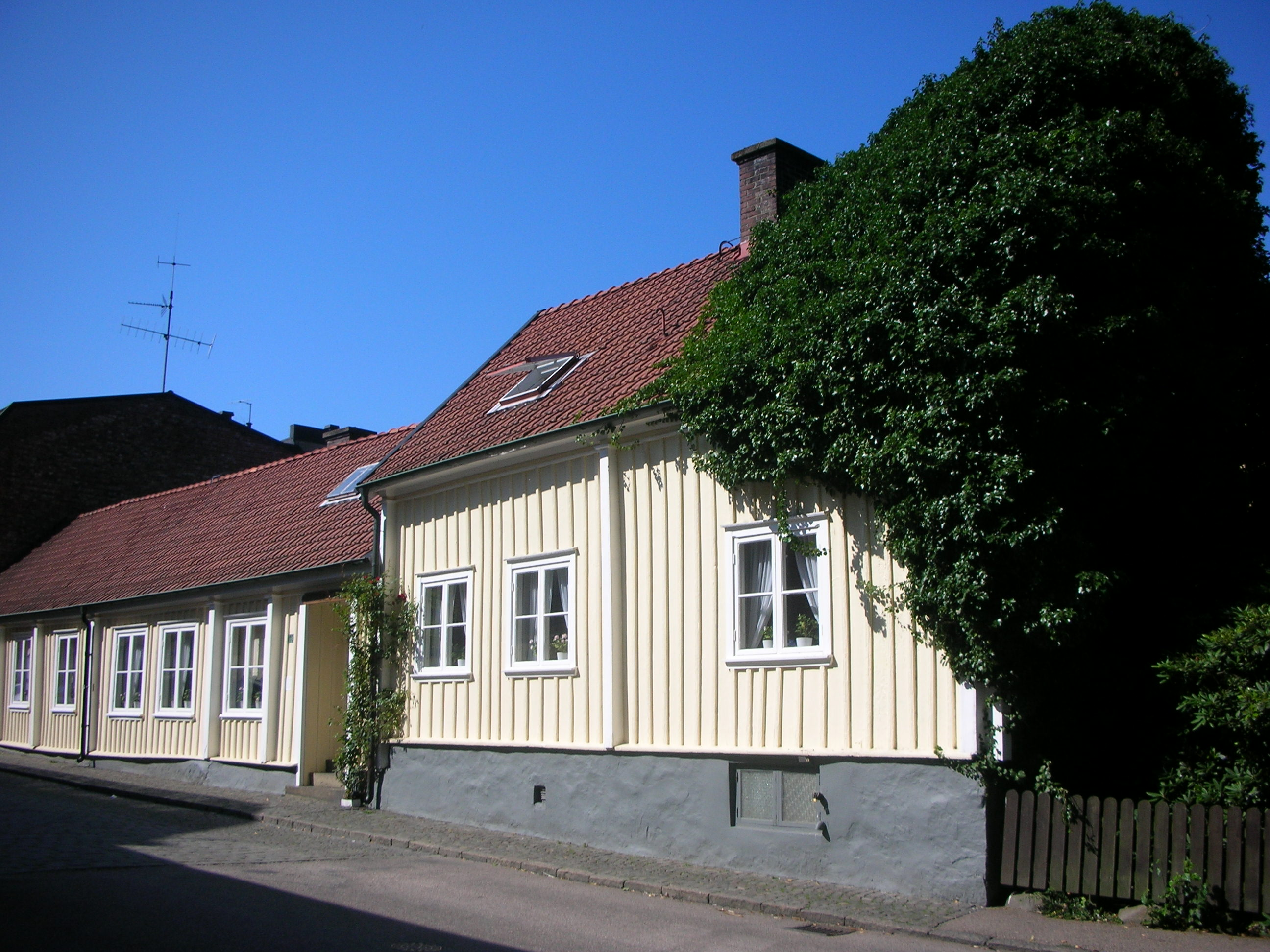
Hayska huset. Den lägre delen är uppförd före branden 1666.

## 1700-talet

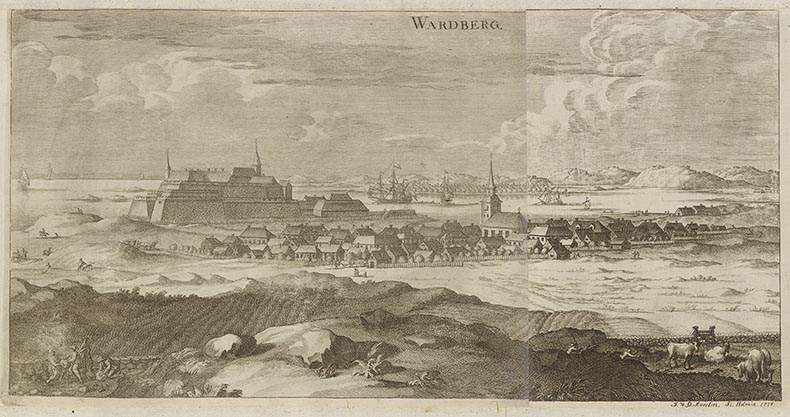
Varberg vid 1600-talets slut eller 1700-talets början. Bortsett från fästningen höjer sig bara Caroli kyrka över den övriga bebyggelsen. Ur Suecia antiqua et hodierna.

De mest välbevarade byggnaderna från 1700-talet finns på fästningen. En länga, uppförd vid mitten av seklet, var ursprungligen en verkstad men blev sedan befälsbyggnad. En artillerikasern från 1742 är något äldre. Båda dessa byggnader är idag bostäder.
Varberg brann igen den 18 maj 1767. Hela den del av staden som låg norr om torget, däribland Caroli kyrka, blev lågornas rov, medan den sydliga hälften klarade sig undan elden. Därför finns bara enstaka hus från 1700-talet i Varberg, och den äldre bebyggelsen i staden är oftast från 1800-talet.
Eftersom Caroli kyrka förstördes vid branden stod Varberg utan gudstjänstlokal. Den nuvarande kyrkan, byggd i sten för bättre brandsäkerhet, stod klar på 1770-talet. Byggmästare var Friedrich August Rex. Utöver kyrkan finns flera andra byggnader från 1700-talets andra hälft bevarade, däribland det Lundquistska huset, mittemot kyrkan, i sten med putsad med samma byggmästare som kyrkan, den Rylanderska gården, i två våningar med stående träpanel, som inrymmer Lyrestedts färghandel, och "Färgarens" på Kyrkogatan, idag kraftigt ombyggt.
På Södergatan finns det så kallade Stenmagasinet, en ganska enkel byggnad i sten med röd putsad fasad, uppförd på 1700-talet.
Byggnader från 1700-talet

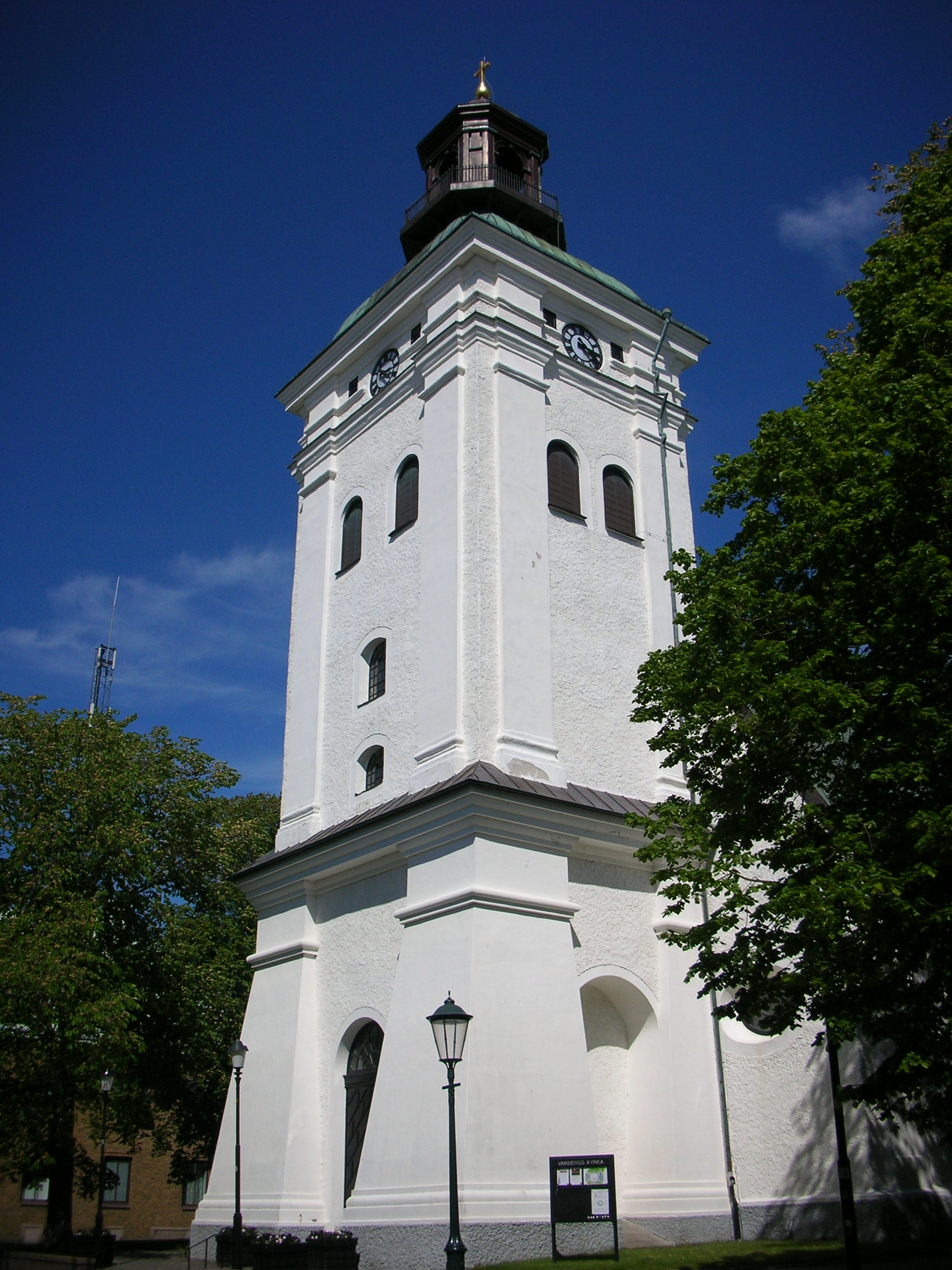
Varbergs kyrka.
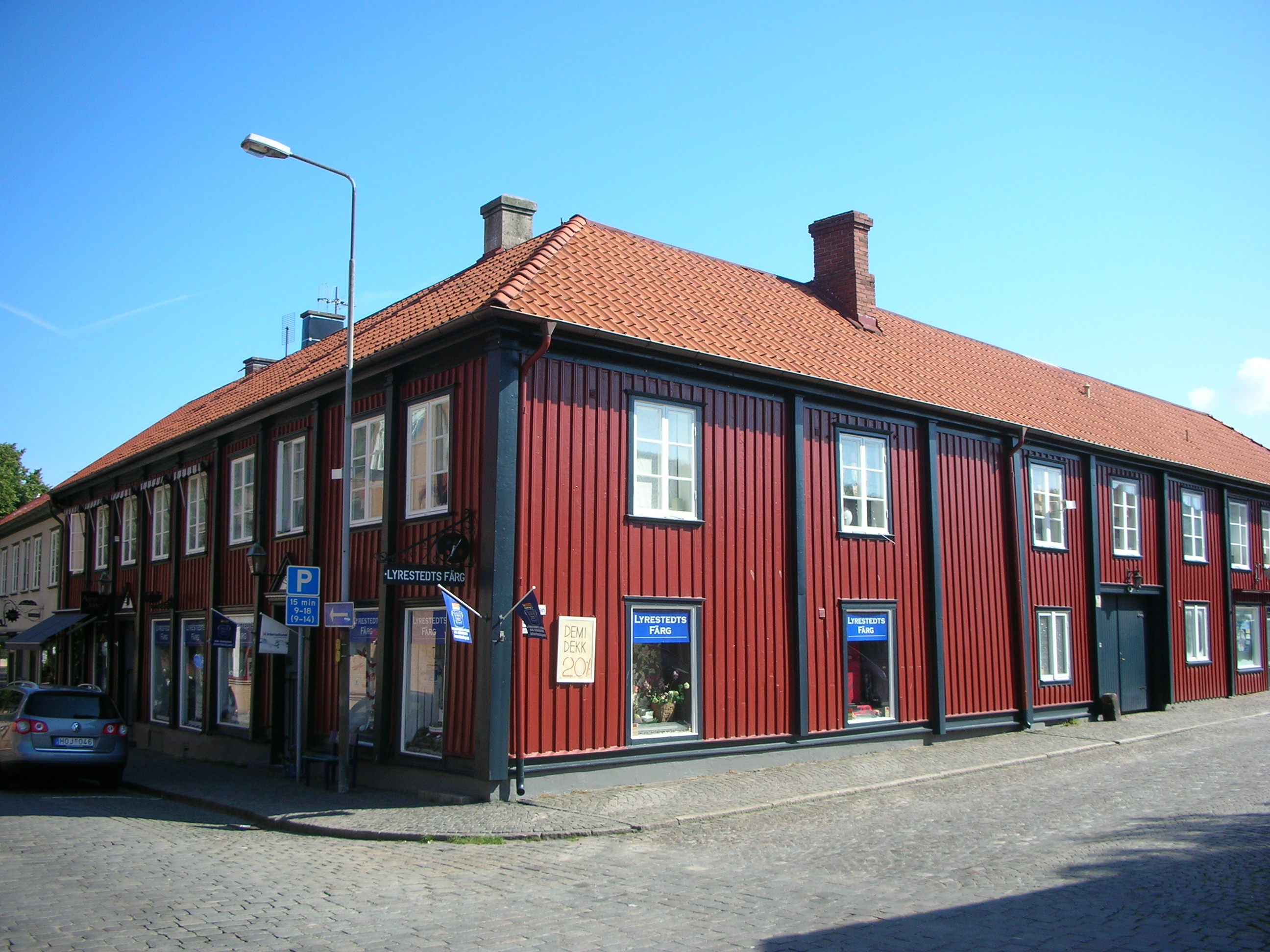
Rylanderska gården.
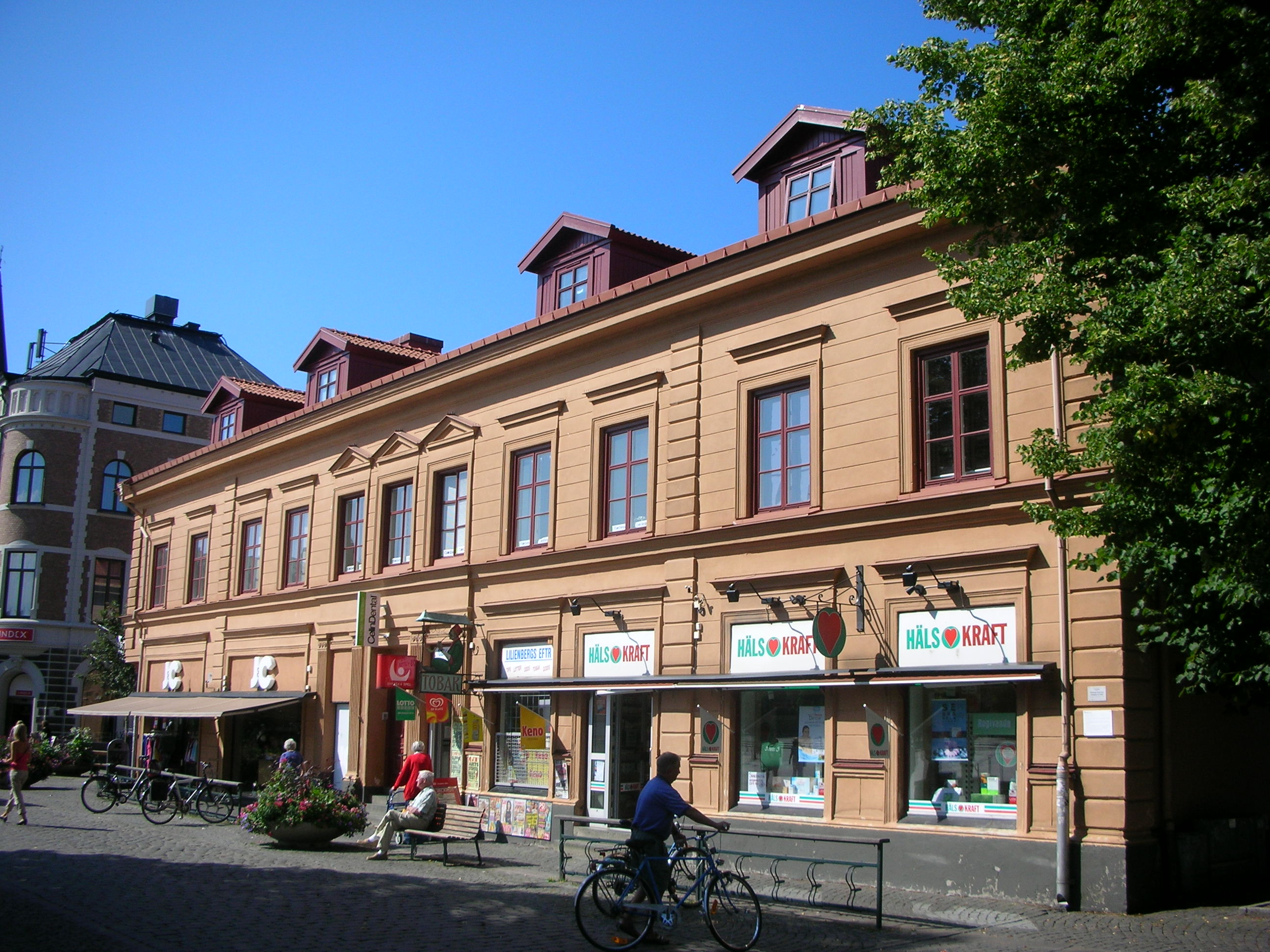
Lundquistska huset.
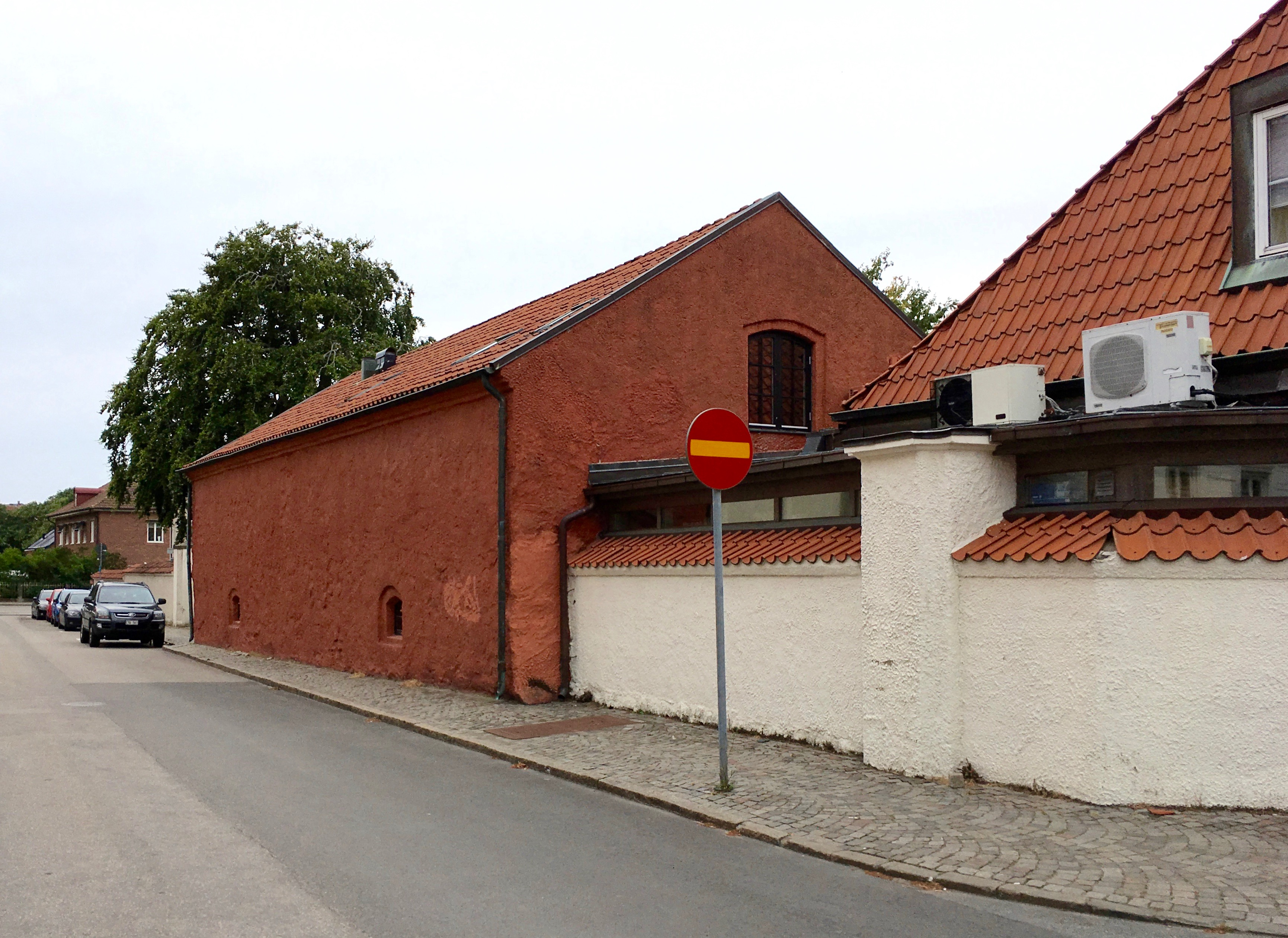
Stenmagasinet vid Södergatan.

## 1800-talet

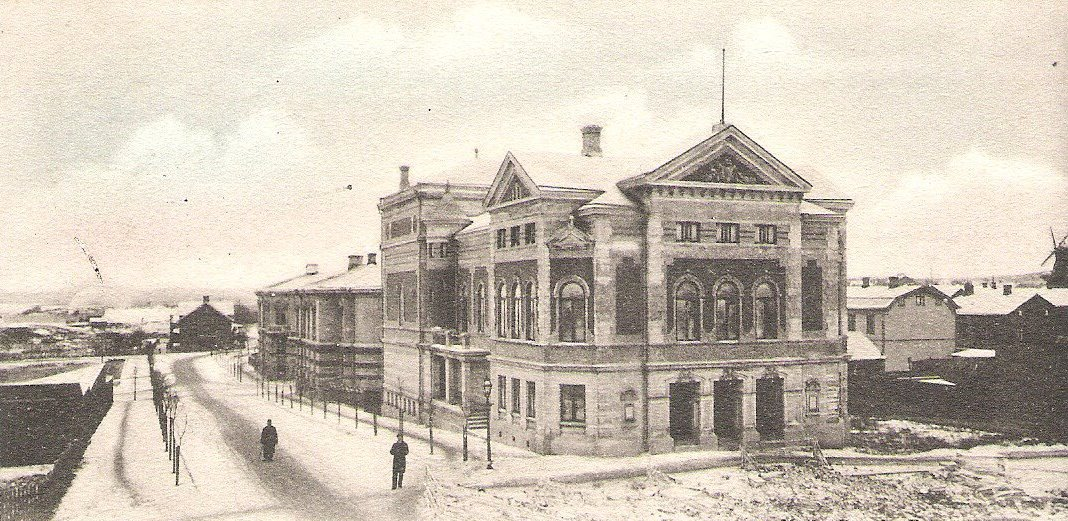
Varbergs teater, uppförd på 1890-talet. Framför teatern fanns långt in på 1900-talet ett av stadens många stenbrott. Platsen bebyggdes i början av 1960-talet.

Under 1800-talet skedde de sista egentliga utbyggnaderna av fästningen. Fortfarande fungerade den som fängelse. Nedanför Mellersta valvet uppfördes ett kronohäkte, som stod klart 1852. Det har pustade fasader i vitt och ljust gult. Till skillnad från i de gamla fångvalven hade varje fånge en egen cell.
Den sista stadsbranden i Varberg inträffade den 5 november 1863. Alla kvarter söder om Torggatan brann ner. Kyrkan klarade sig, men rådhuset, Warbergs Tidnings redaktion och många invånares bostäder lades i aska. Omkring 1 000 personer – halva stadens befolkning – var husvilla.
När staden skulle återuppbyggas igen anställdes Frans Jacob Heilborn som Varbergs förste stadsarkitekt. Torget gjordes större, och ett nytt rådhus ritat av Heilborn uppfördes i medeltidsromantisk stil. Med sina runda fönsterbågar kan byggnaden dock knappast sägas vara nygotisk. Den har fasad i gult tegel, med dekorativ krenelering över ingången. Bortsett från kyrkan och Lundquistska huset, båda från 1700-talet, är rådhuset det äldsta huset vid torget.
Flera andra hus, mycket snarlika rådhuset med kryssförband i gult tegel, uppfördes runt om i den del av staden som brunnit. Alla är de av Heilborns hand. Ett exempel är ett hus vid Östra Långgatan som var små- och folkskola till 1910 och stadsbibliotek 1912–1981. Idag finns Hallands Nyheters Varbergsredaktion i huset. Ett annat exempel är det Adamssonska huset vid Kungsgatan, uppfört 1865 för handelsman C. P. Adamsson. Till skillnad från folkskolan är det i två våningar och den byggnad som är mest lik rådhuset. Enda skillnaden är att rådhusets mer avancerade krenelering saknas.
Varberg har aldrig växt så fort som vid slutet av 1800-talet. En starkt bidragande orsak var järnvägens tillkomst. Viskadalsbanan mellan Varberg och Borås invigdes 1880, och etappen av Västkustbanan förbi Varberg 1888. Stationsbyggnaden uppfördes 1878–79, sannolikt efter ritningar av Adrian C. Peterson. De flesta av SJ:s stationer är ritade av Adolf W. Edelsvärd, men den i Varberg beställdes av det privata bolaget Göteborg-Hallands Järnväg. Järnvägsstationen är i två våningar med fasad i rött och gult tegel med två risaliter. På övervåningen fanns ursprungligen trafikchefens expedition, men denna flyttades till Borås 1922. Stationen byggdes ut 1922–23 under ledning av arkitekt Thorvald Söderberg. Byggnaden fick sitt nuvarande utseende 
1939-40.
På 1800-talet blev Varberg en välbesökt kurort. Svartekällan vid Apelviken lanserades redan 1811, men det var först med järnvägen som större mängder folk tog sig till Varberg för att umgås och inta medicinska bad. Kung Oscar II besökte ibland Varberg. Solbränna var dock inte eftertraktat bland de förnäma besökarna vid den här tiden. I det nordhalländska kustlandskapet, med dess begränsade växtlighet, blev det nödvändigt att anlägga en park med stora skuggande lövträd. Societetsparken skapades på 1880-talet, när Societetshuset byggdes. Byggnaden i den för tiden populära moriska stilen är ritad av Adrian C. Peterson, samme man som ritade järnvägsstationen, i trä. Delar av Societetshuset tillverkades vid en snickerifabrik i Borås och transporterades per järnväg till Varberg; det var alltså stadens första prefabricerade byggnad. Den stod klar 1886. En annan plats med lummig grönska var den Pehrssonska trädgården, som dock revs och ersattes med ett Domusvaruhus under rekordåren.
Mellan 1870 och 1910 mer än fördubblades stadens befolkning, från omkring 2 344 till 7 375. Det ledde till att staden sprängde utanför vallgatorna. När nya representativa byggnader uppfördes gjordes detta norr om den gamla stadskärnan, i det som ibland kallas Norra förstaden. Typiska byggnader är Varbergs Teater, läroverket, som idag är stadshus, och elementarläroverket för flickor, som även det idag inrymmer delar av kommunens administration. I Norra förstaden planterades också lövträd längs gatorna. De största finns längs Engelbrektsgatan och i den lilla parken Esplanaden.
Det finns också byggnader i hamnområdet uppförda under 1800-talet, nämligen det gamla hamnmagasinet från 1874 i gult tegel som idag är konsthall under namnet Konsthallen/Hamnmagasinet, samt tullkammaren som stod klar 1883 med fasad i gult och rött tegel. Här finns idag bland annat ett kungligt danskt konsulat och Flottans Mäns lokalförenings i Varberg lokaler.
En annan byggnad från 1800-talet värd att nämna är Varbergs Sparbanks byggnad från 1898 vid torget, uppförd i gult tegel, Varbergsgranit (charnockit) och skånsk sandsten. Arkitekt Emil Billing har verkligen skapat en praktfull byggnad med hängtorn och spiror. Sparbankshuset uppfördes av byggmästare Johannes Nilsson . 
Byggnader från 1800-talet

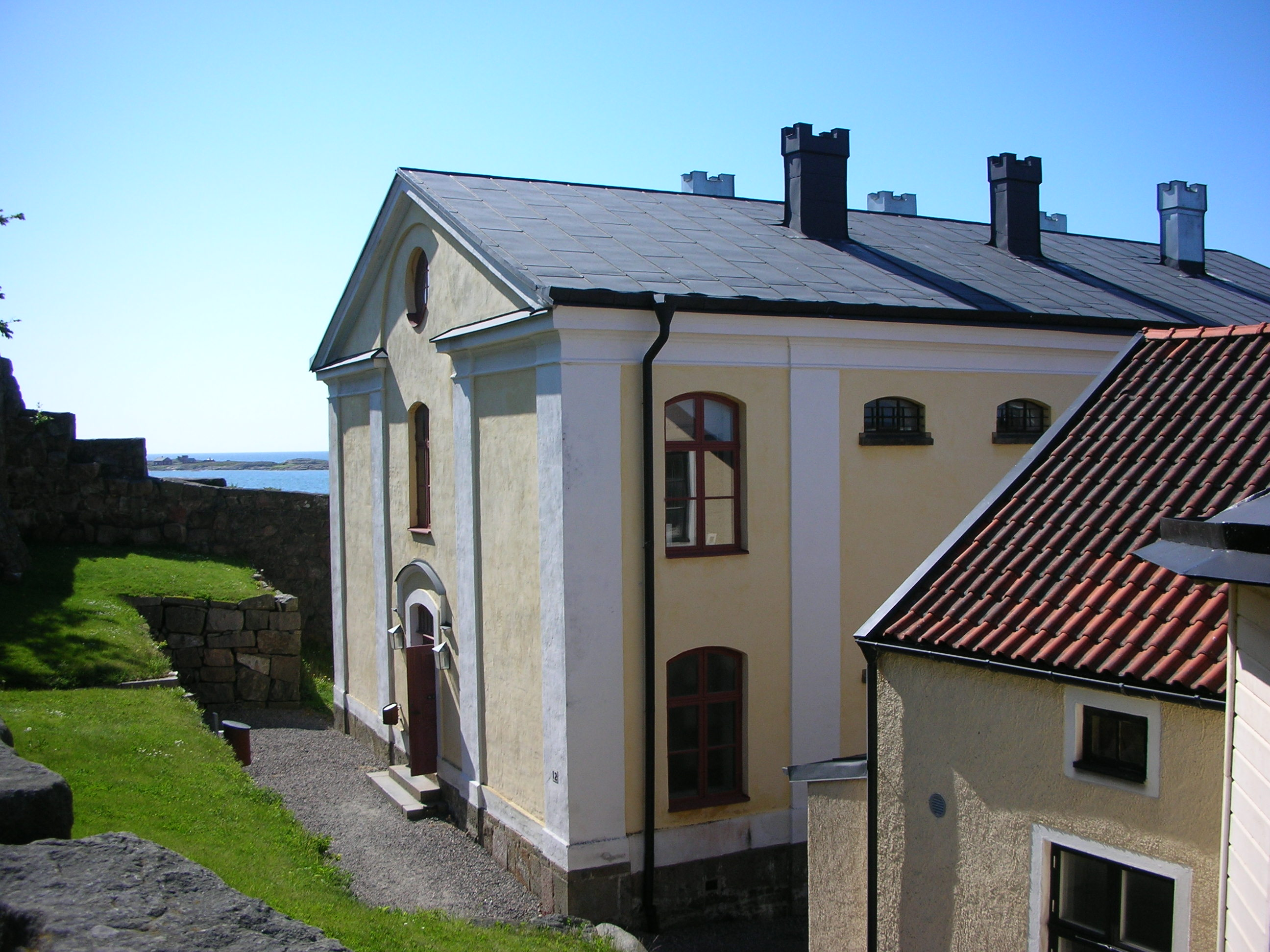
Kronohäktet på Varbergs fästning.
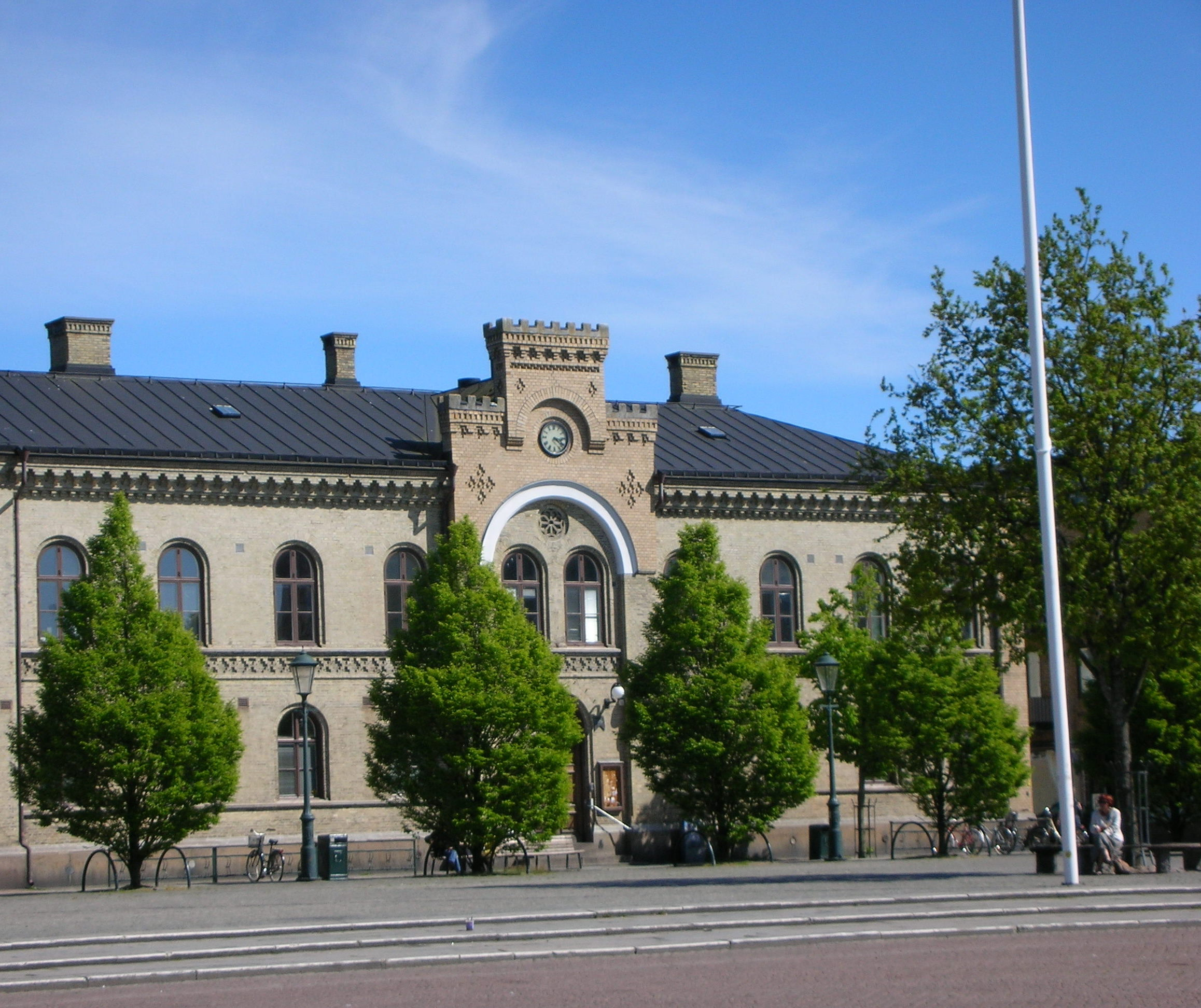
Rådhuset.
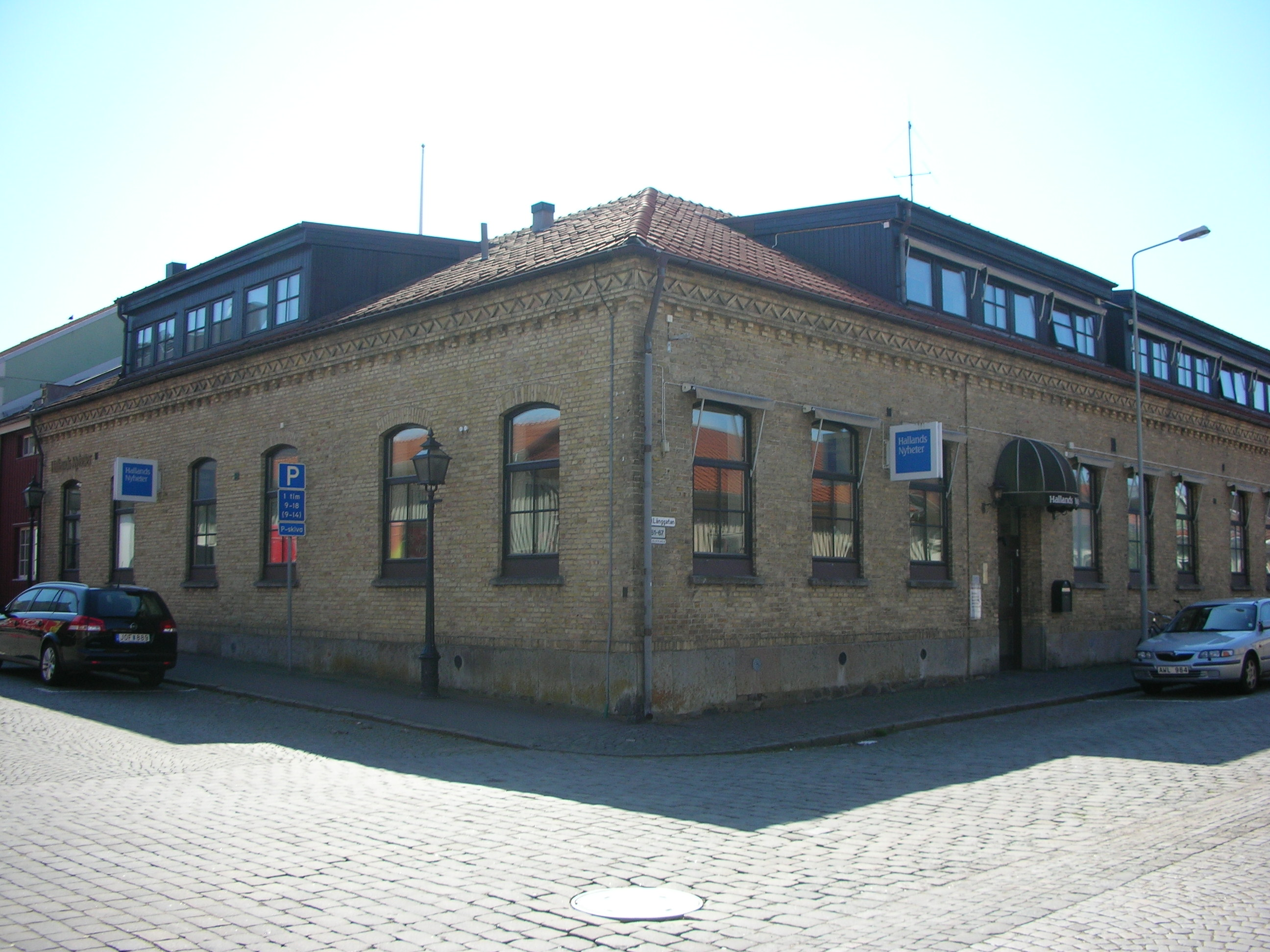
Små- och folkskolan.
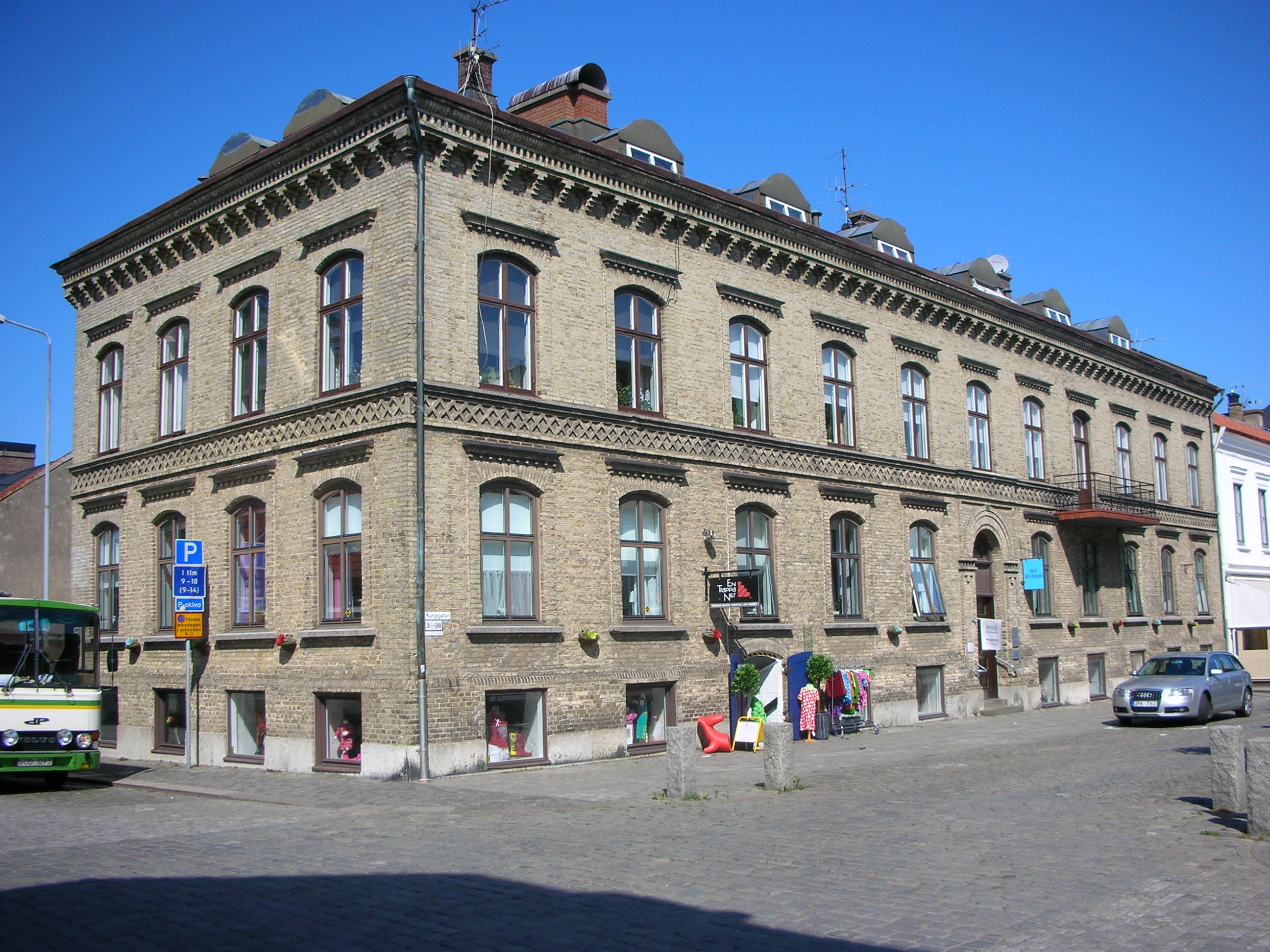
Adamssonska huset.
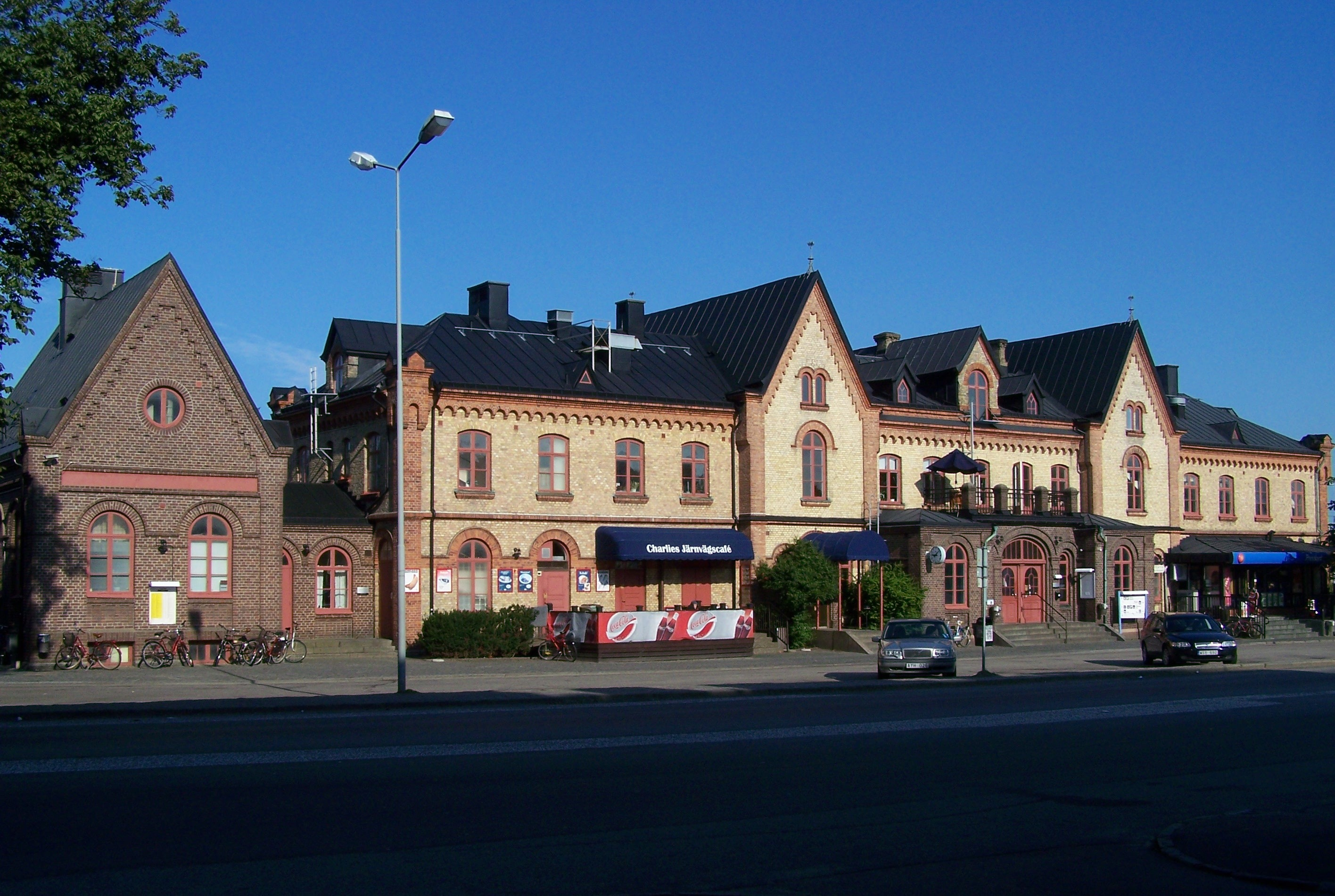
Järnvägsstationen.
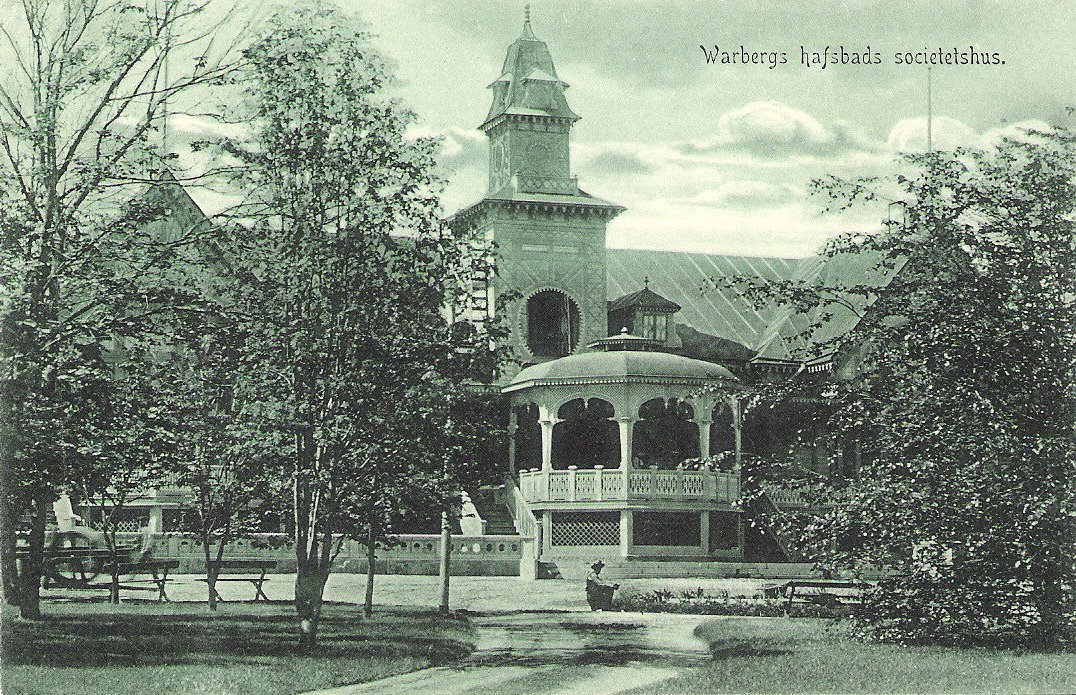
Societetshuset.
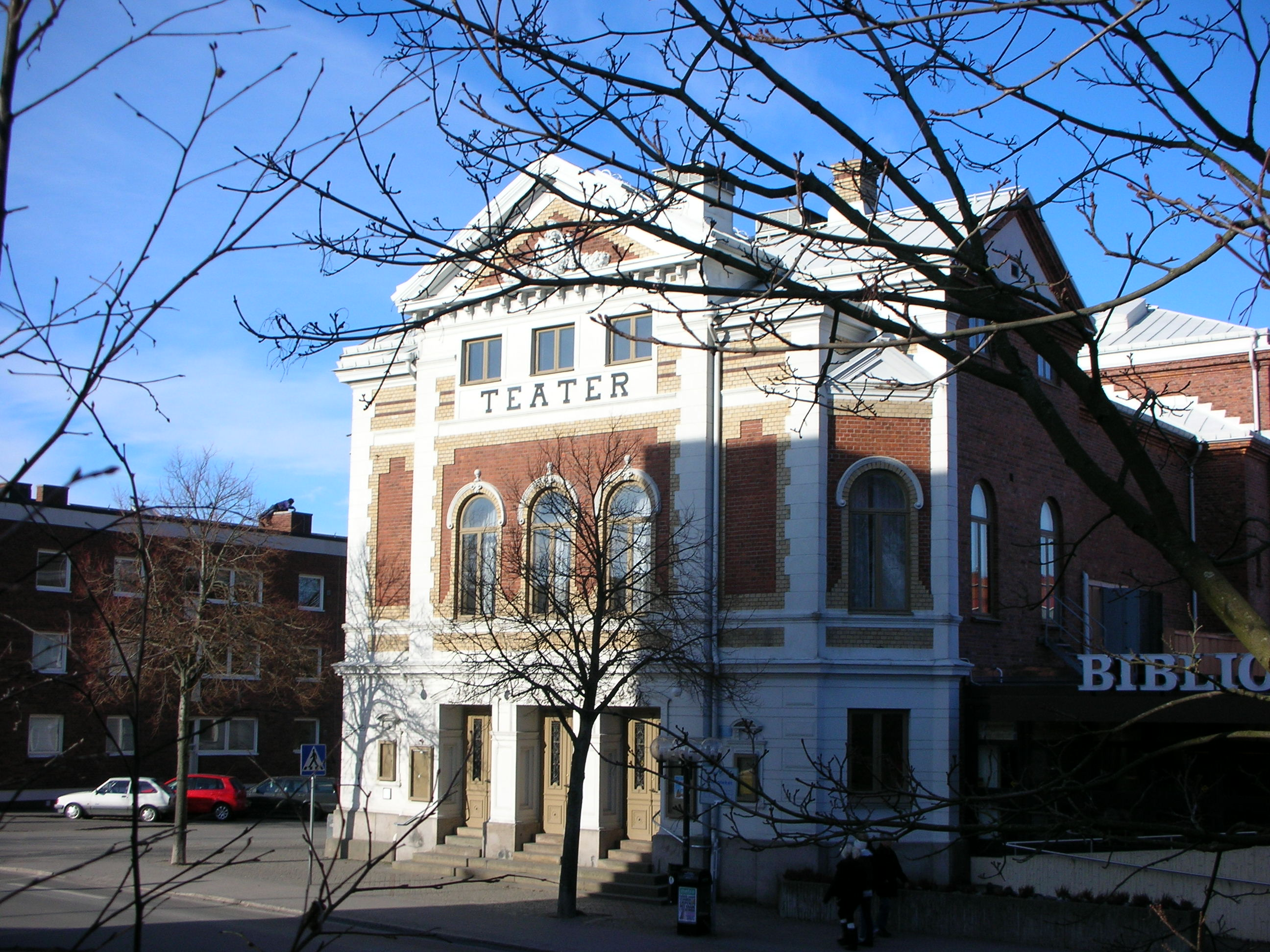
Varbergs Teater.
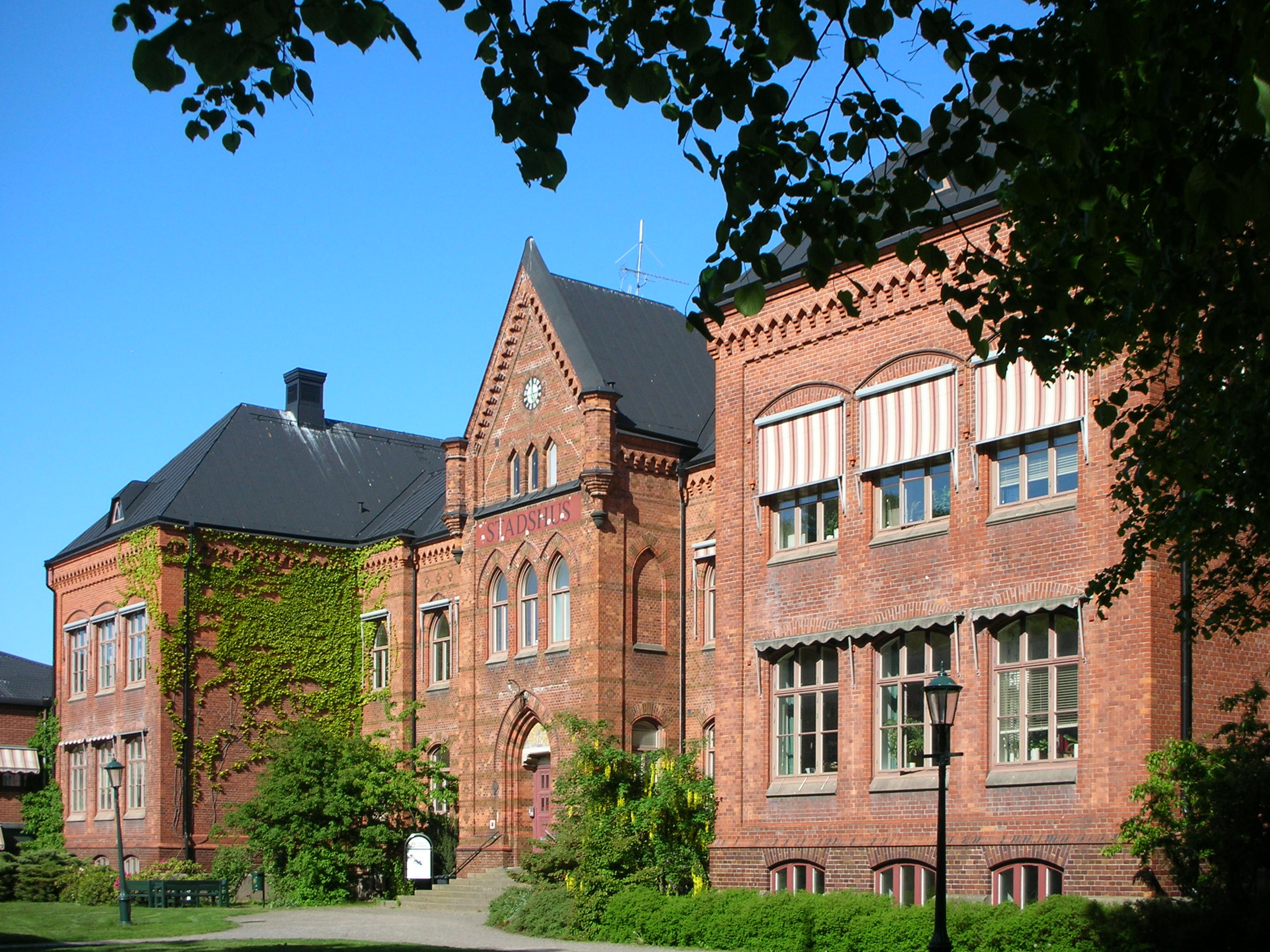
Stadshuset, ursprungligen läroverk.
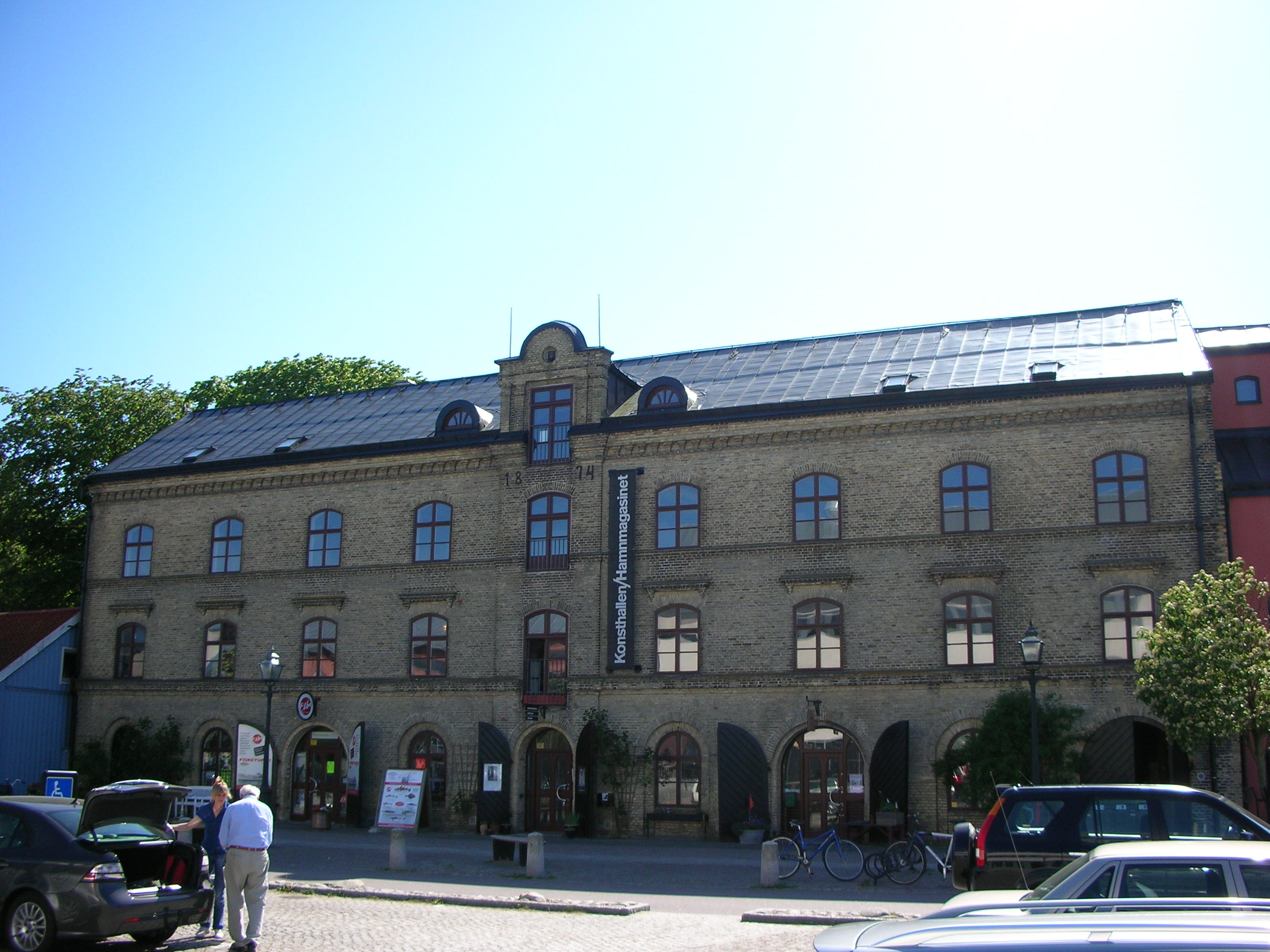
Hamnmagasinet, idag konsthall.
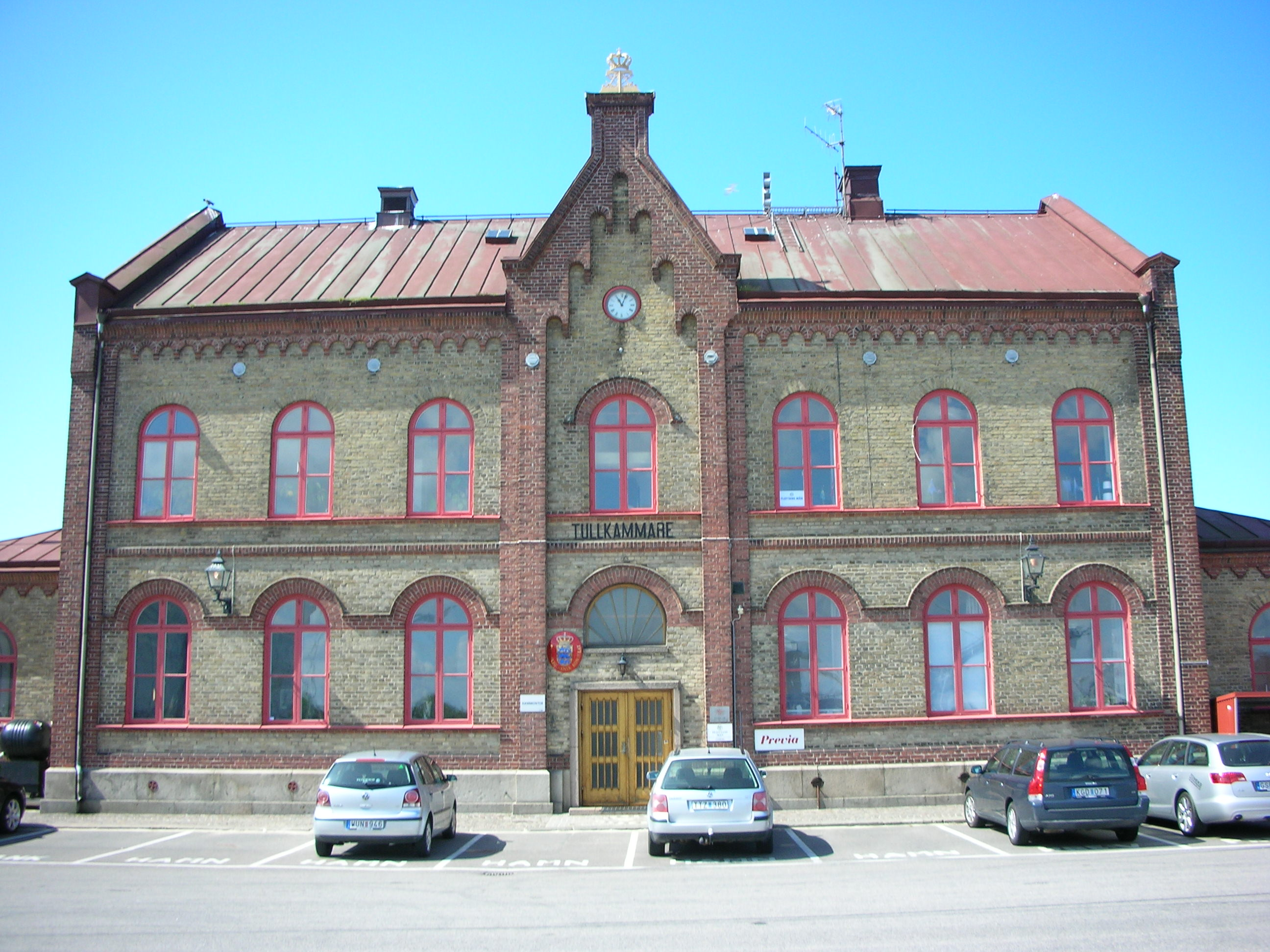
Tullkammaren
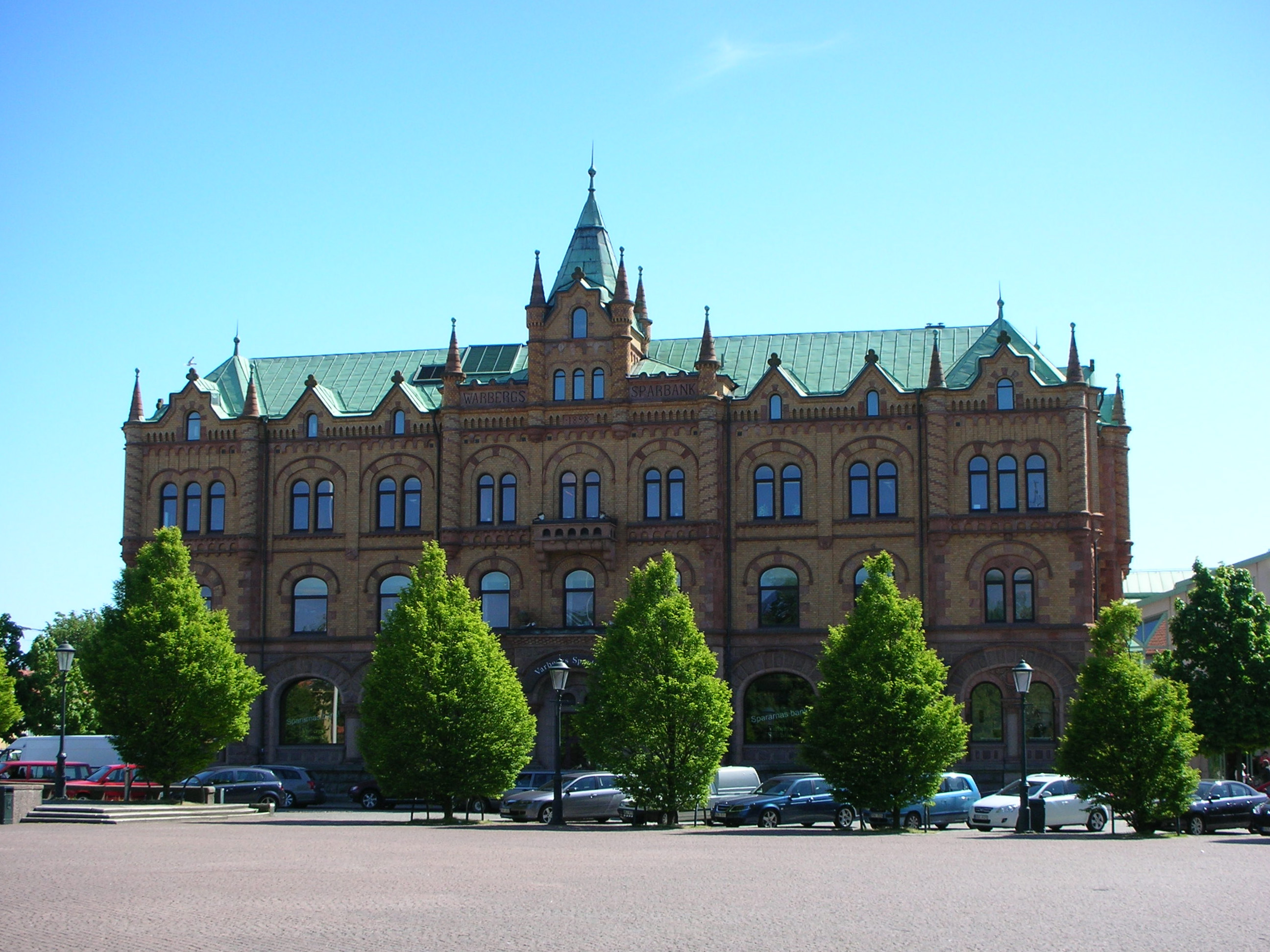
Sparbanken.

## 1900-talet

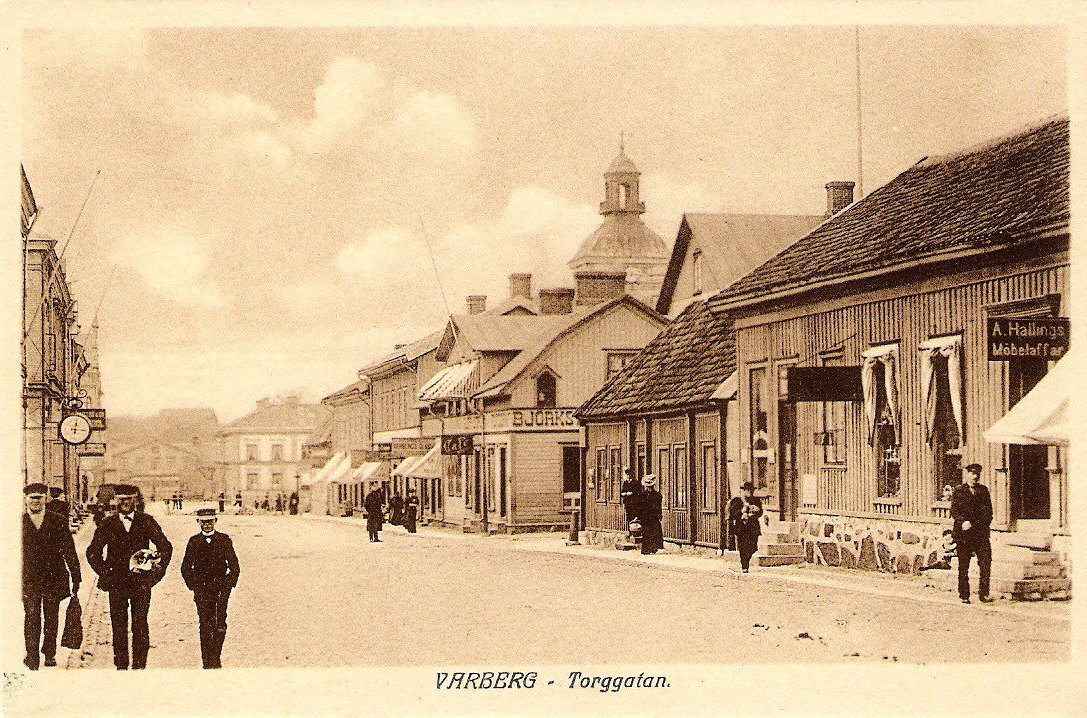
Vid sekelskiftet 1900 var trähusen förhärskande i Varberg. Här en bild från Torggatan.

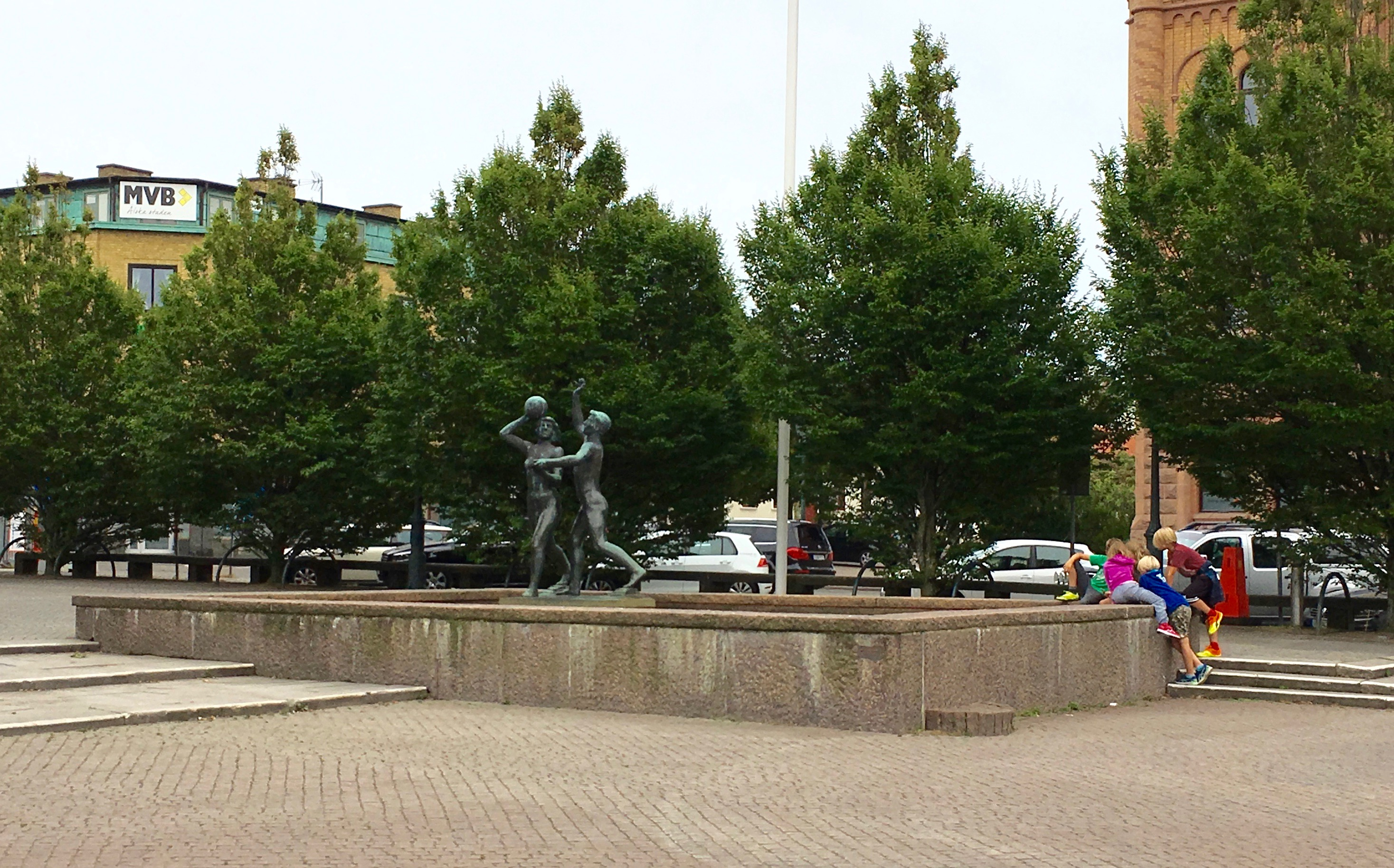
Lekande barn vid torget.

En av Varbergs mest kända byggnader, kallbadhuset, stod klar 1903. Det är det tredje kallbadhuset på platsen, de båda föregångarna förstördes i hårda stormar. Byggnaden är i trä, målat i olika nyanser av gult, och står på en mängd pålar ett stycke ut i vattnet. Stilen är orientalisk med lökkupoler och liknande, men har också gotiska drag med ett rosettfönster, förhållandevis enkelt till sin utformning, över entrén.
I nära anslutning till kallbadhuset, på andra sidan Societetsparken, ligger varmbadhuset. Det uppfördes 1925, och ersatte då ett äldre varmbadhus från 1866, som låg närmare kallbadhuset. Byggnaden är ritad av Allan Berglund, och den i jämförelse med kallbadhuset strama stilen är typisk tjugotalsklassicism.
Stadshotellet vid torget stod klart år 1902. Det uppfördes, likt många andra byggnader på denna tid av Byggmästare Johannes Nilsson. Det upptar kvarterets hela bredd och var försett med tinnar och torn. Dessa revs ner på 1950-talet, med motiveringen att de kunde rasa ner och orsaka skador på människor och fordon. Det planerades att riva hela stadshotellet, men så skedde inte. Tornet över entrén återställdes 1994.
Under det tidiga 1900-talet dominerades Varberg fortfarande av låga trähus i en eller två våningar från 1700- och 1800-talen. Än idag finns en del sammanhängande trähusbebyggelse kvar, men under 1900-talet har många byggnader rivits vid moderniseringar av stadskärnan. Rivningarna har kritiserats hårt, speciellt den av Gerlachska huset 1977.
Vid 1900-talets början uppfördes de stora villorna strax söder om centrum, den så kallade Södra Villastaden. Husen är arkitektritade och individuellt utformade, och olika byggherrar har anlitat olika arkitekter. Äldst är den Heijlska villan från 1904 i nordisk nationalromantisk stil, ritad av Gottfrid Ljunggren. Fasaden i trä, med omväxlande överlappande träspån och en illusion av liggande timmerstockar, för tankarna till stavkyrkor.
Det kommunala bostadsföretaget Varbergs Bostad grundades 1947 och hette då Stiftelsen Hyresbostäder i Varberg. Det första bostadsprojektet var kvarteret Kurtinen med 97 för sin tid moderna lägenheter. Byggnationen skedde i samarbete med HSB, som även svarade för förvaltningen.
Bostadsområdet Brunnsberg började byggas 1953, och stod klart i mitten av 1960-talet. Det var det första stora bostadsområdet i Varberg. På området fanns 387 lägenheter, samt närservice som bank och livsmedelsbutik.
När Regeringen fattat beslut om miljonprogrammet, byggandet av en miljon bostäder under tio år, byggdes Sörsedammen, eller Sörse som det oftast kallas. Husen är upp till tre våningar höga och uppförda i mexisten. Av de 872 lägenheterna har de flesta balkong, i markplan uteplats. Det finns också en gemensamhetsanläggning med bland annat motionshall och bastu.
Sjukhuset i Varberg stod klart 1972, med en del i sex våningar som inrymmer vårdavdelningarna och en vidsträckt del i ett plan med mottagningar.
På 1970-talet byggdes bostadsområdet Håsten öster om centrum, även det av Stiftelsen Hyresfastigheter som Varbergs Bostad hette på den tiden. Man hade vid bygget som målsättning att möta kritiken mot den själlösa massproduktion av bostäder som ägde rum under miljonprogrammet. Därför beslöt man att husen skulle vara i maximalt två våningar och att alla lägenheter skulle ha egen ingång. De flesta hade också egen uteplats. Håsten utsågs av tidningen Expressen till "Årets hus" 1973. Håsten hade från början 650 lägenheter, idag är de 997 till antalet. De senare tillkom mot slutet av decenniet, då området post- och bankkontor, simhall, livsmedelsbutik med mera. Området fick dock låg status, och rustades upp 1988–1993. Miljön har blivit bättre, men Håsten anses fortfarande ha lägre status än andra delar av Varberg.
När Varberg växte under 1900-talet räckte inte den gamla kyrkan till. Den var anpassad till Varbergs befolkning på 1700-talet. Därför har Varbergs församling byggt tre distriktskyrkor: Brunnsbergs kyrka från 1974, Apelvikshöjds kyrka från 1989 och Sollyckans kyrka från 2005.
På 1980-talet byggdes bostadsområdet Apelvikshöjd med 200 lägenheter. Idag är de 430. För första gången i Varberg hade husen fler än fyra våningar, vilket också bidrog till utsikten över Kattegatt. Lägenheterna har antingen balkong eller uteplats.
På 1990-talet byggdes de första husen på Breared av Varbergs Bostads AB, som Stiftelsen Hyresfastigheter hette sedan omvandlingen till aktiebolag 1995. Även vid Ranelid, Stenåsa och i Träslövsläge byggdes bostäder, både villor och höghus. Det var på 90-talet som Varbergs första kooperativa hyresrätter uppstod.
Byggnader från 1900-talet

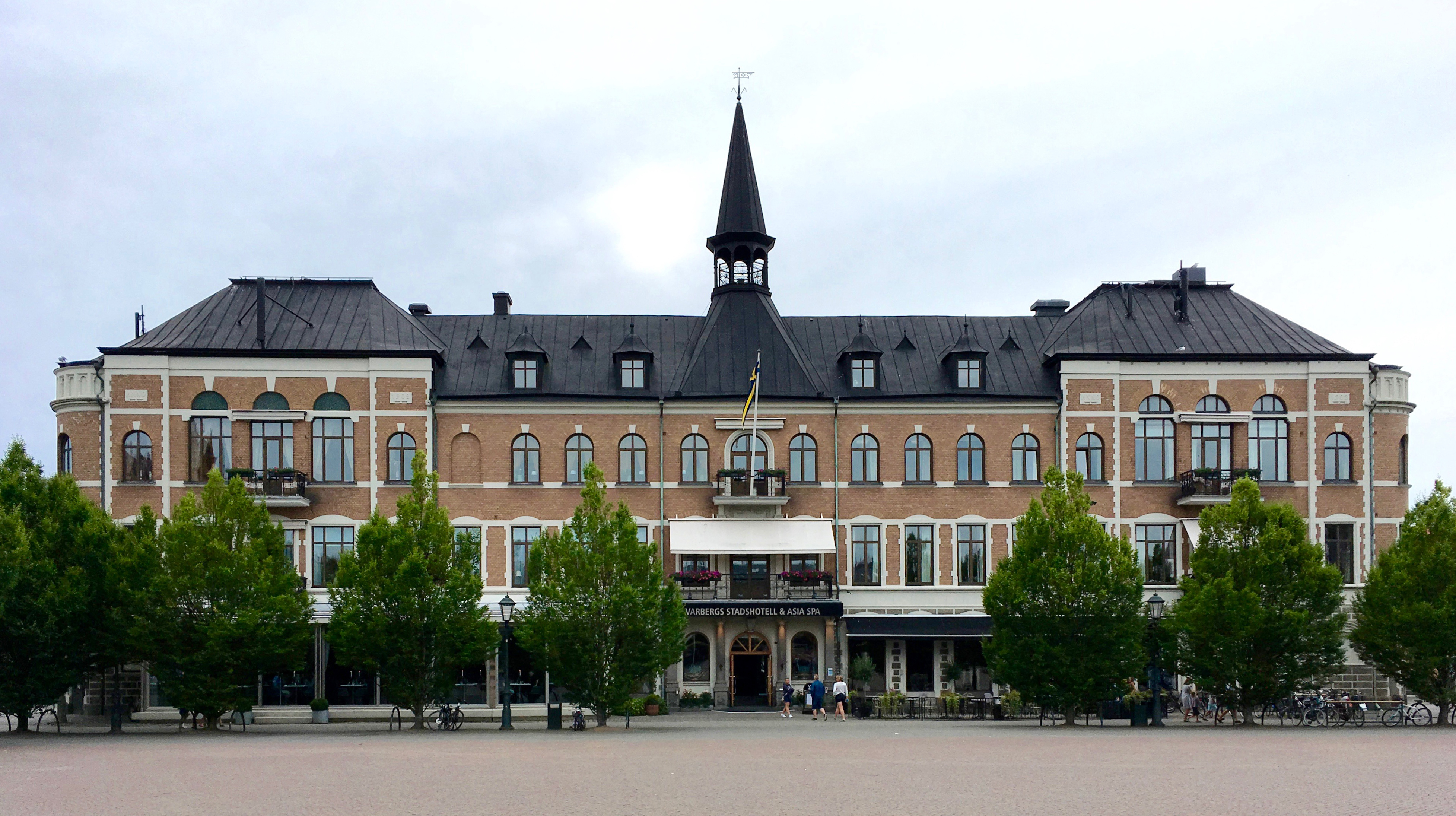
Stadshotellet.
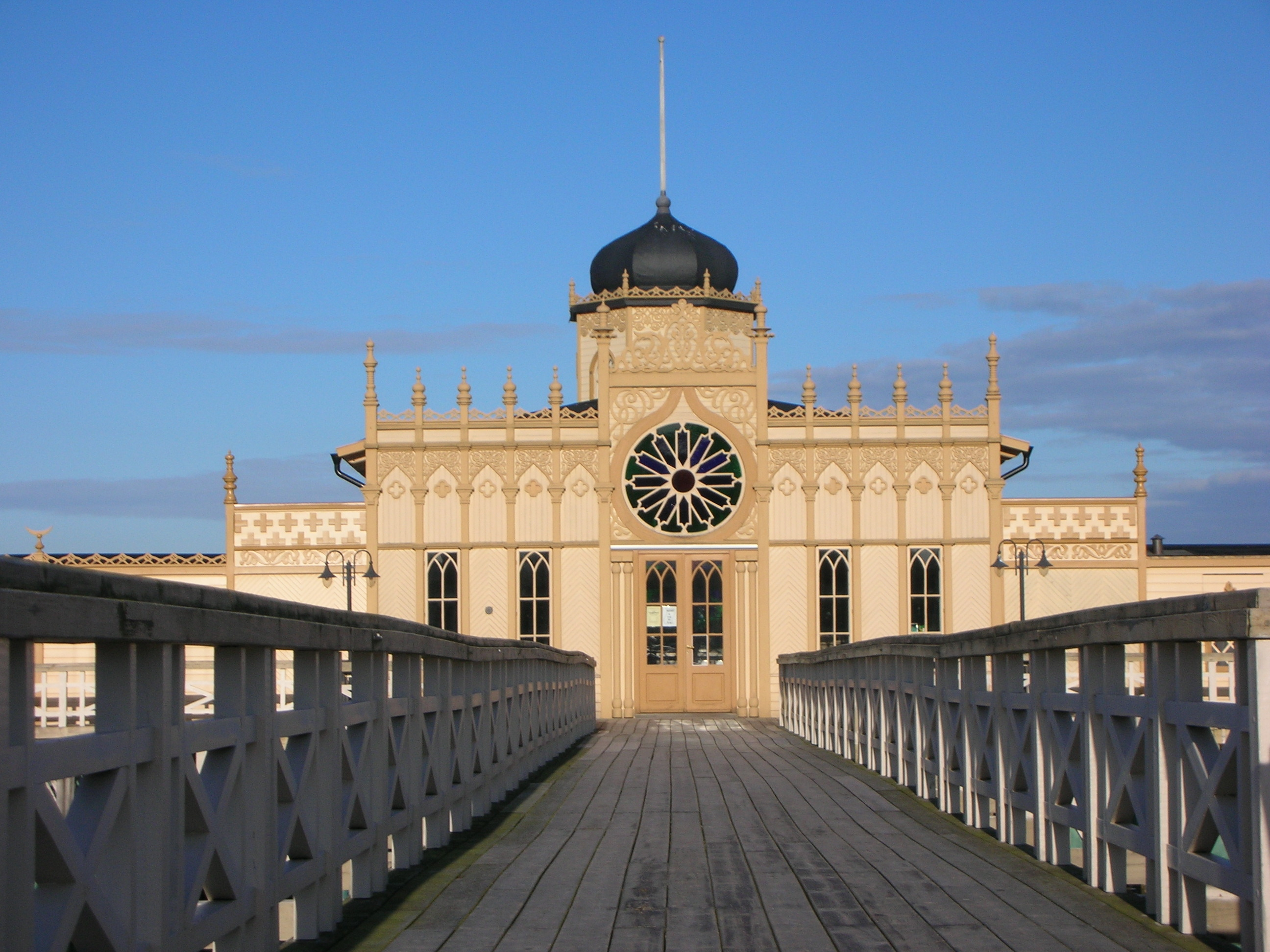
Kallbadhuset. Liknande byggnader fanns redan på 1800-talet.
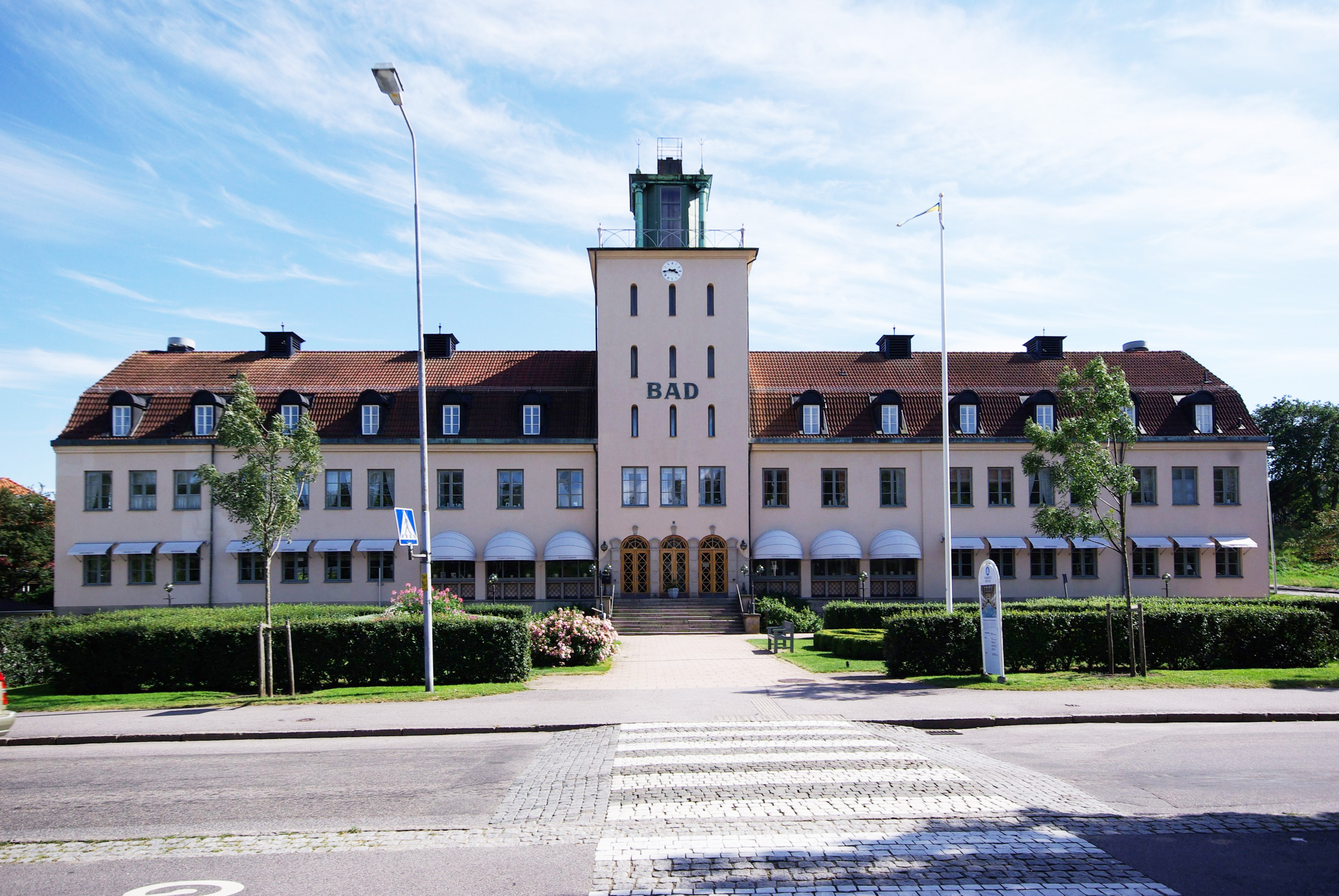
Varmbadhuset.
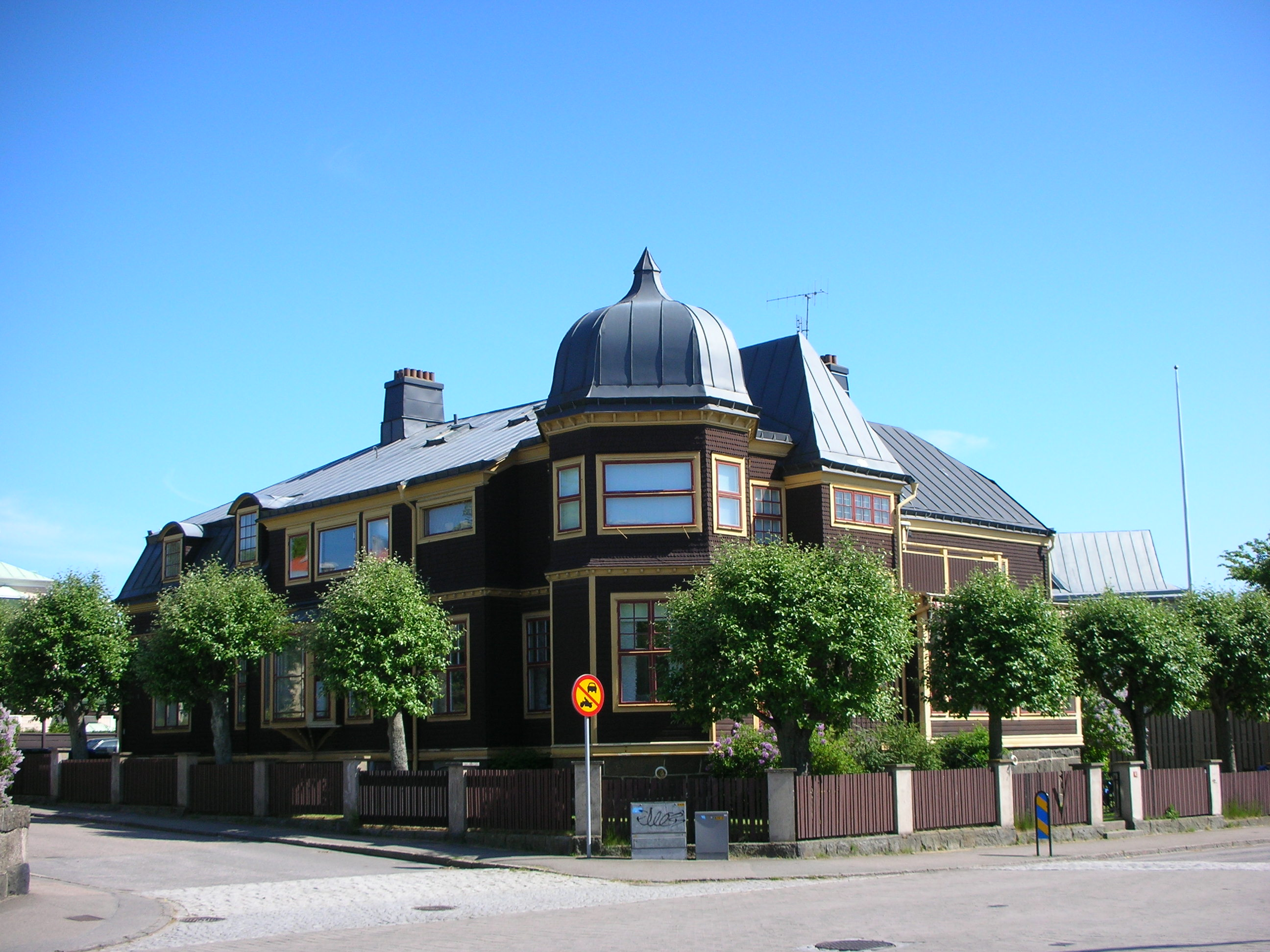
Heijlska villan.
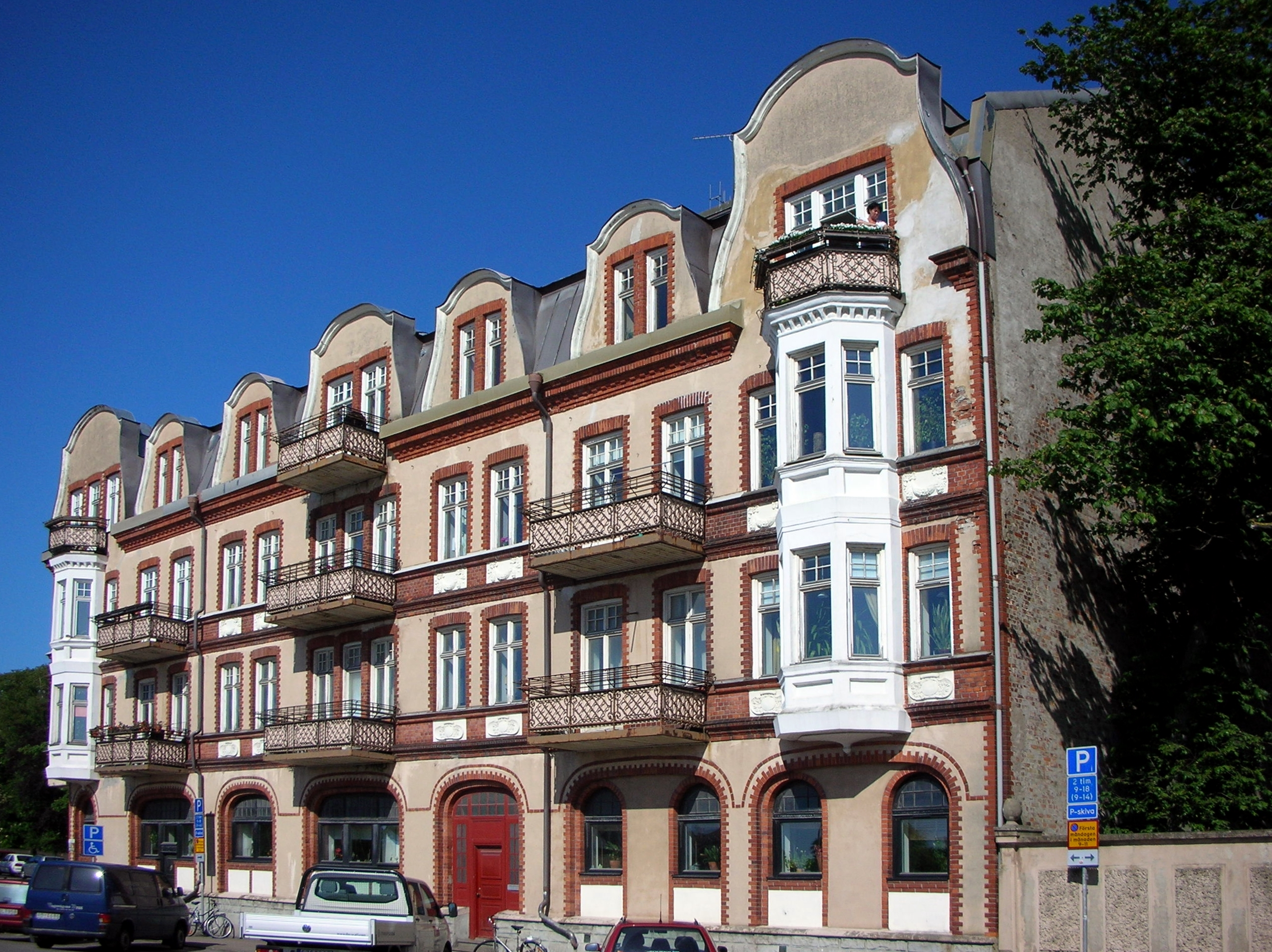
Ternellska huset.
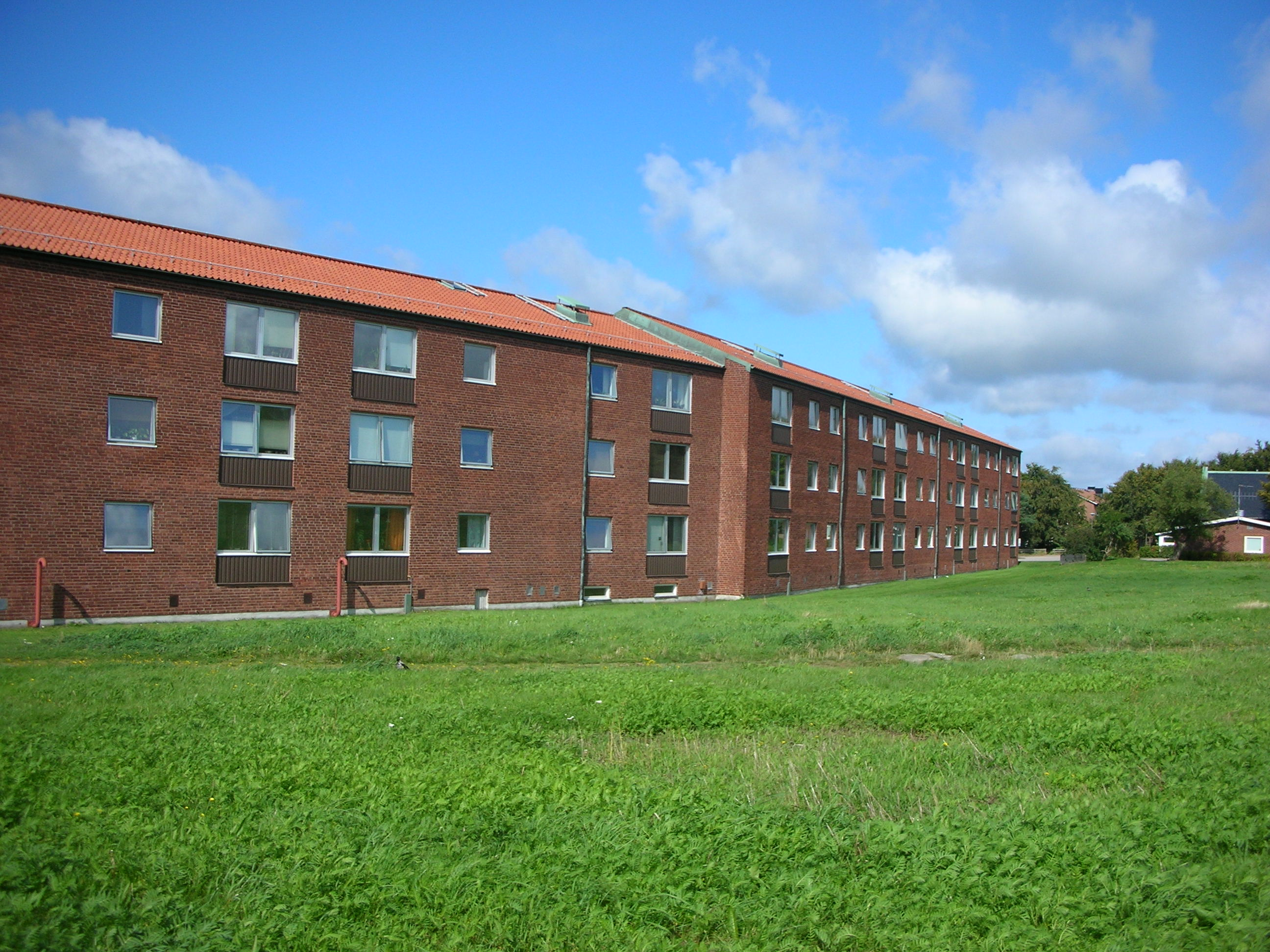
Brunnsberg.
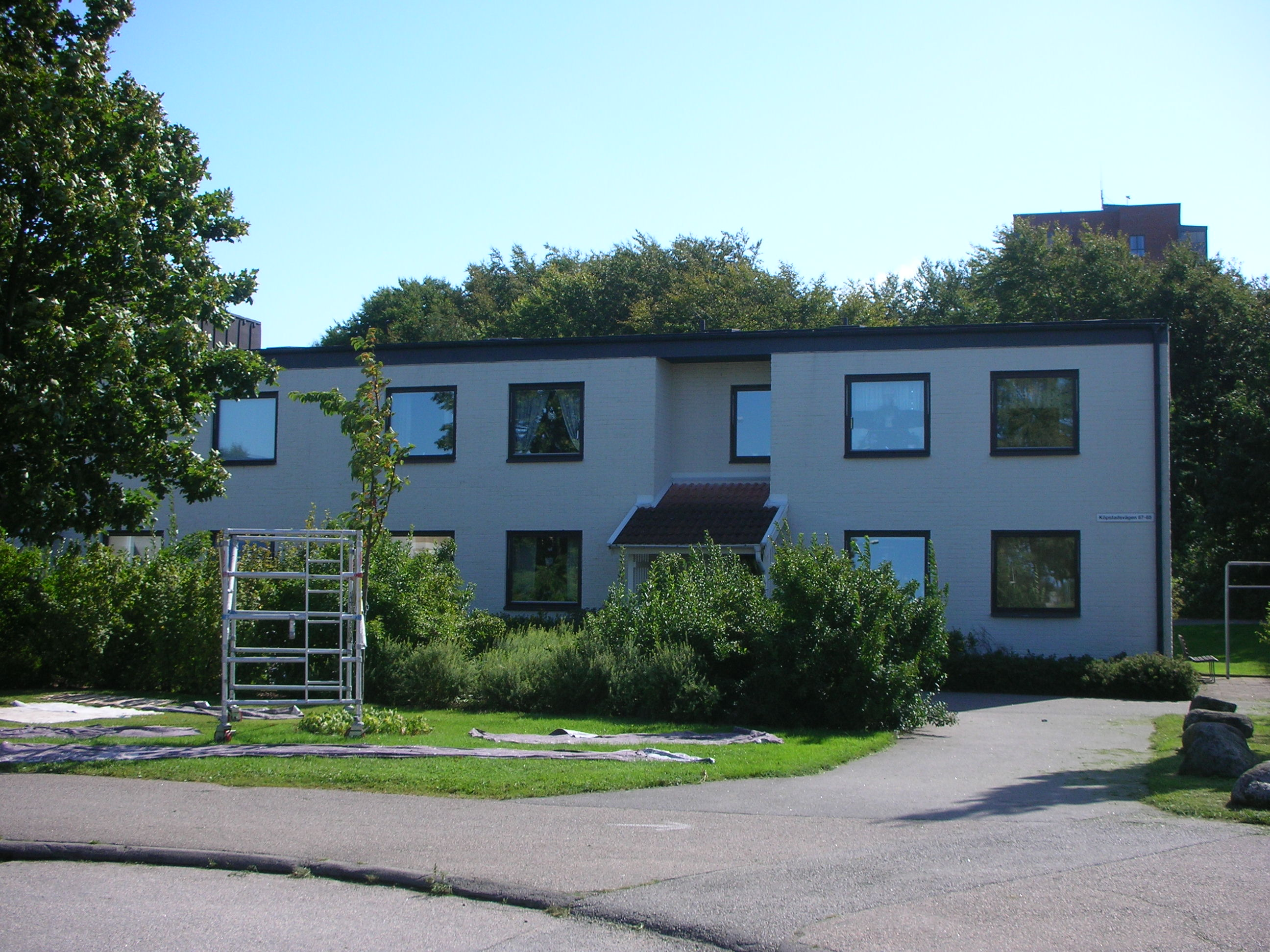
Sörsedammen.
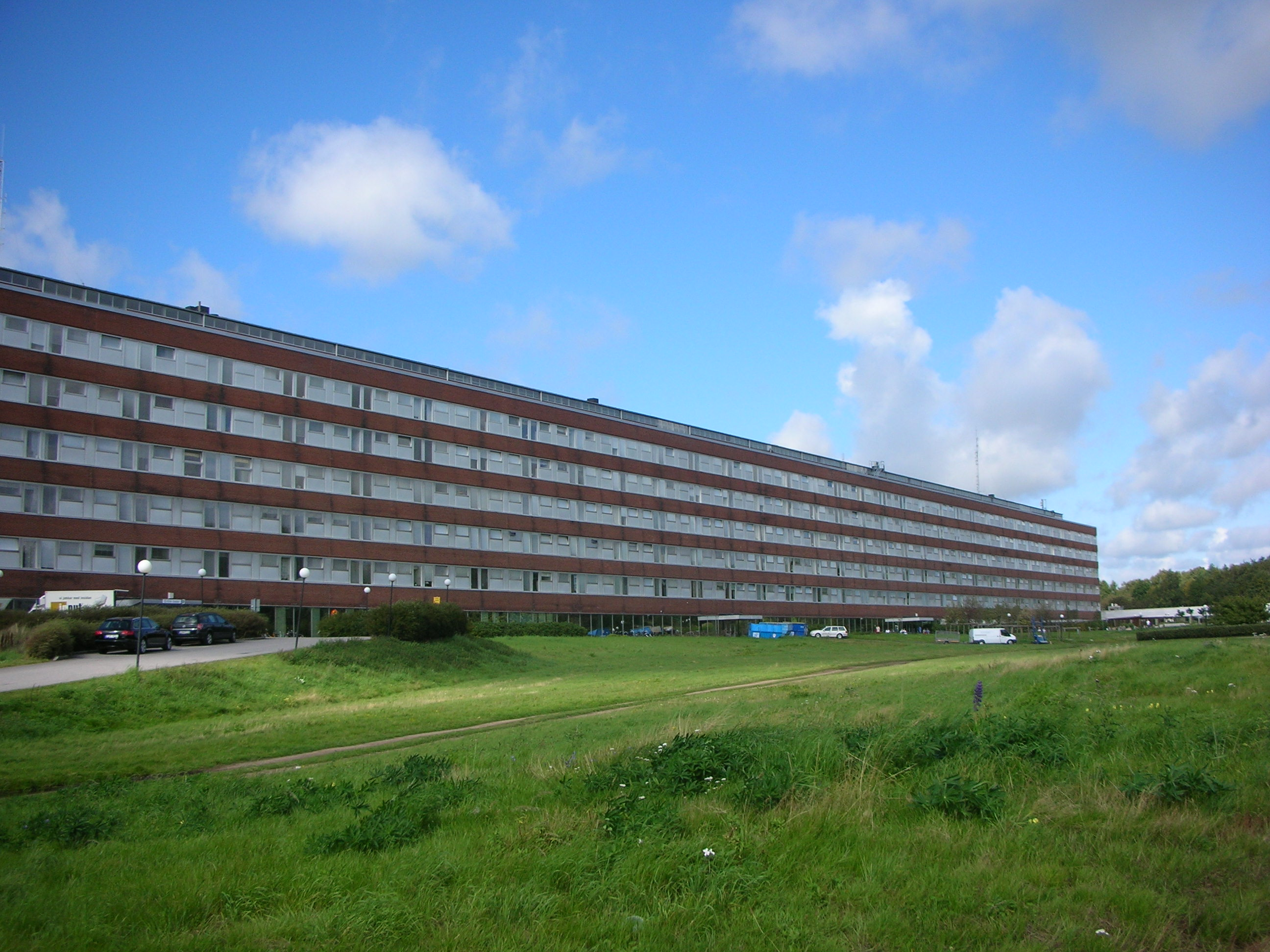
Sjukhuset i Varberg.
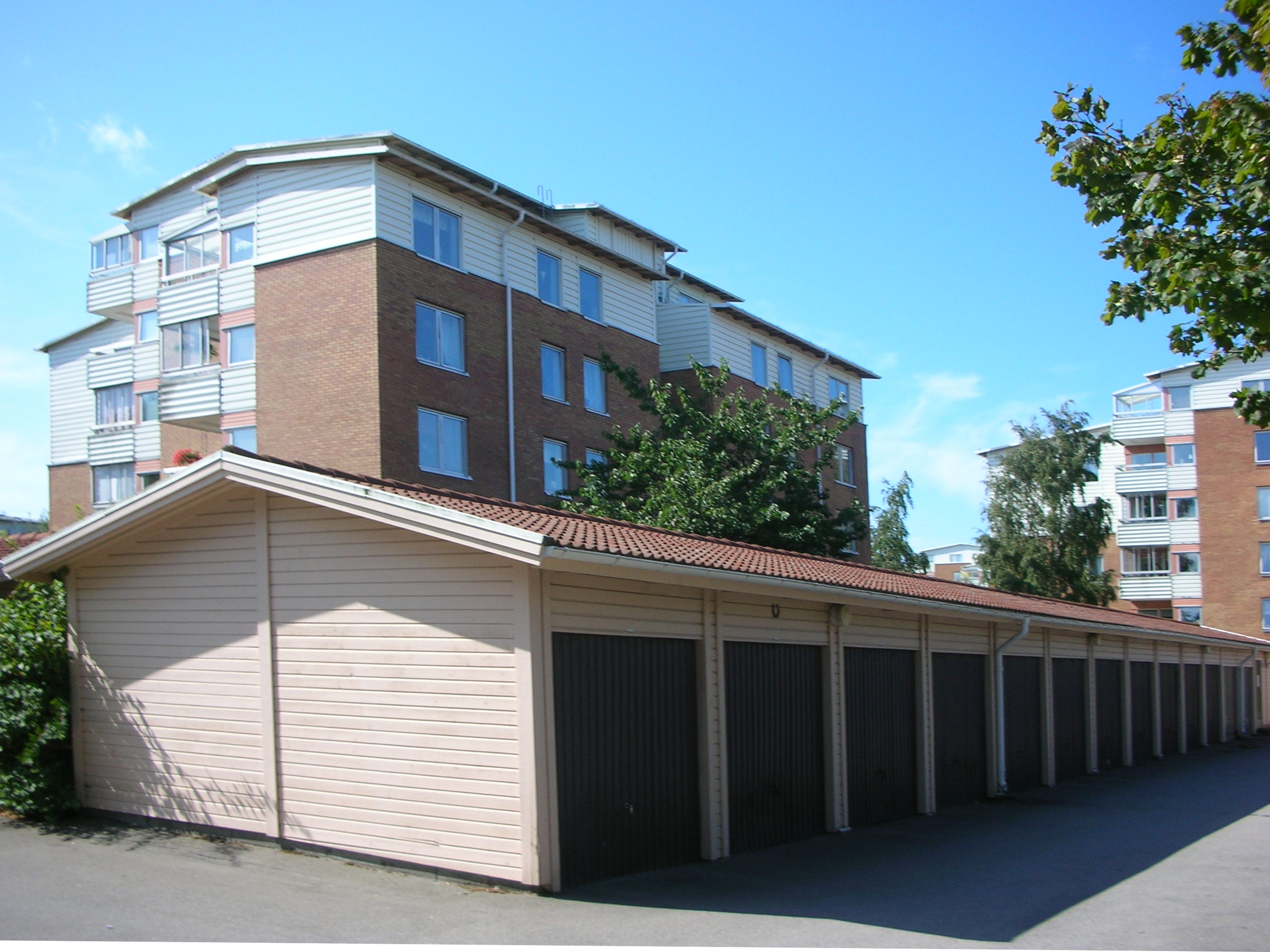
Apelvikshöjd.
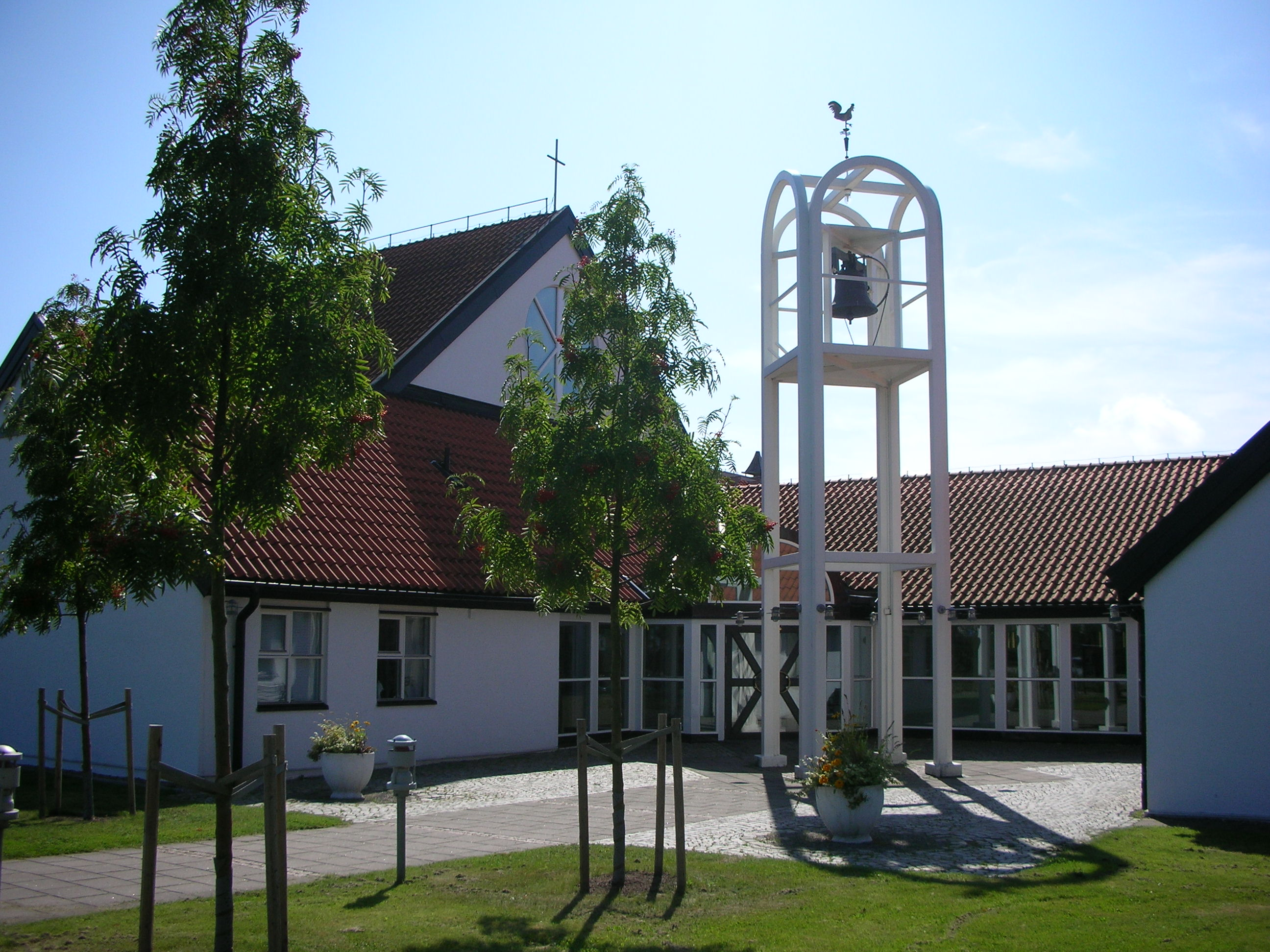
Apelvikshöjds kyrka.
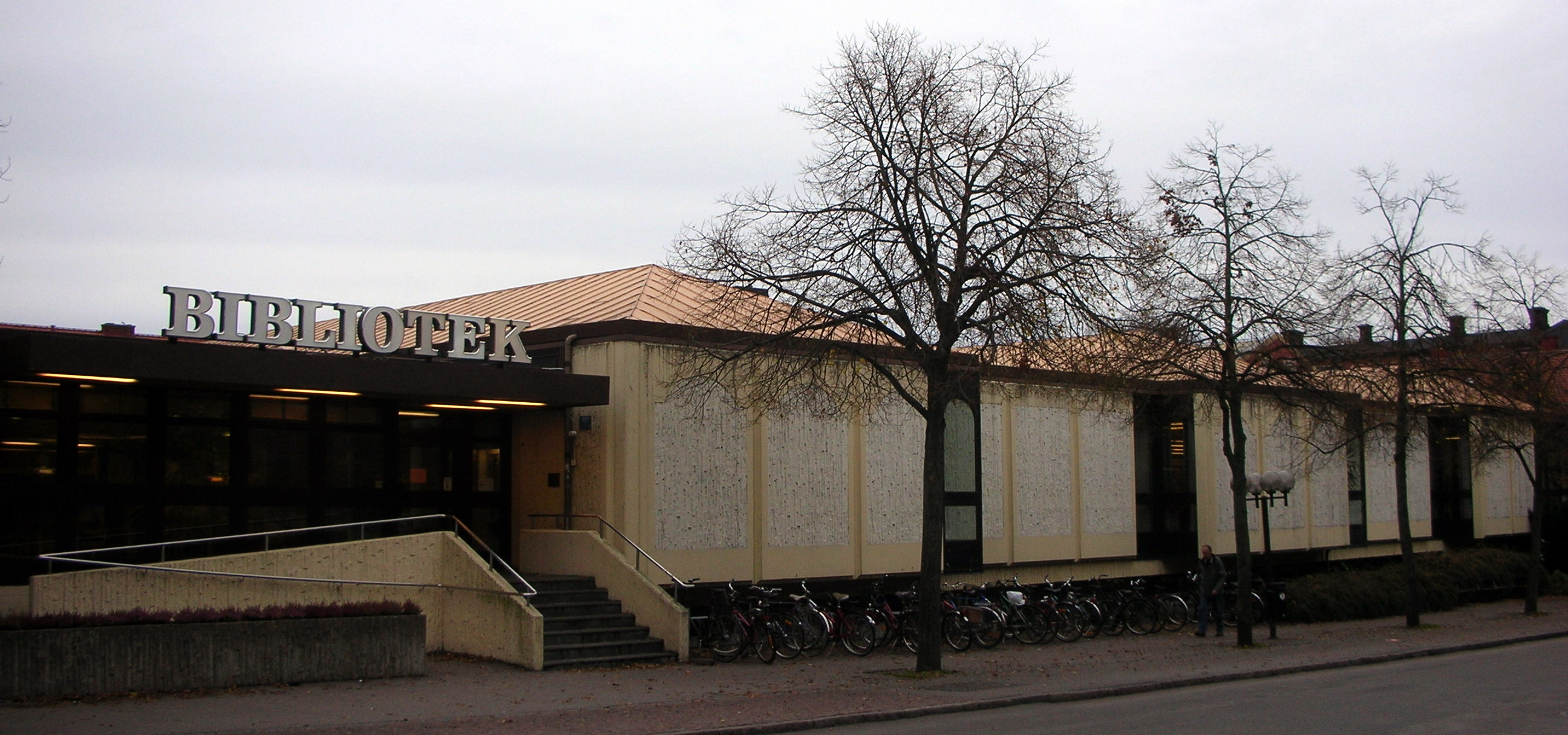
Varbergs bibliotek.

## 2000-talet

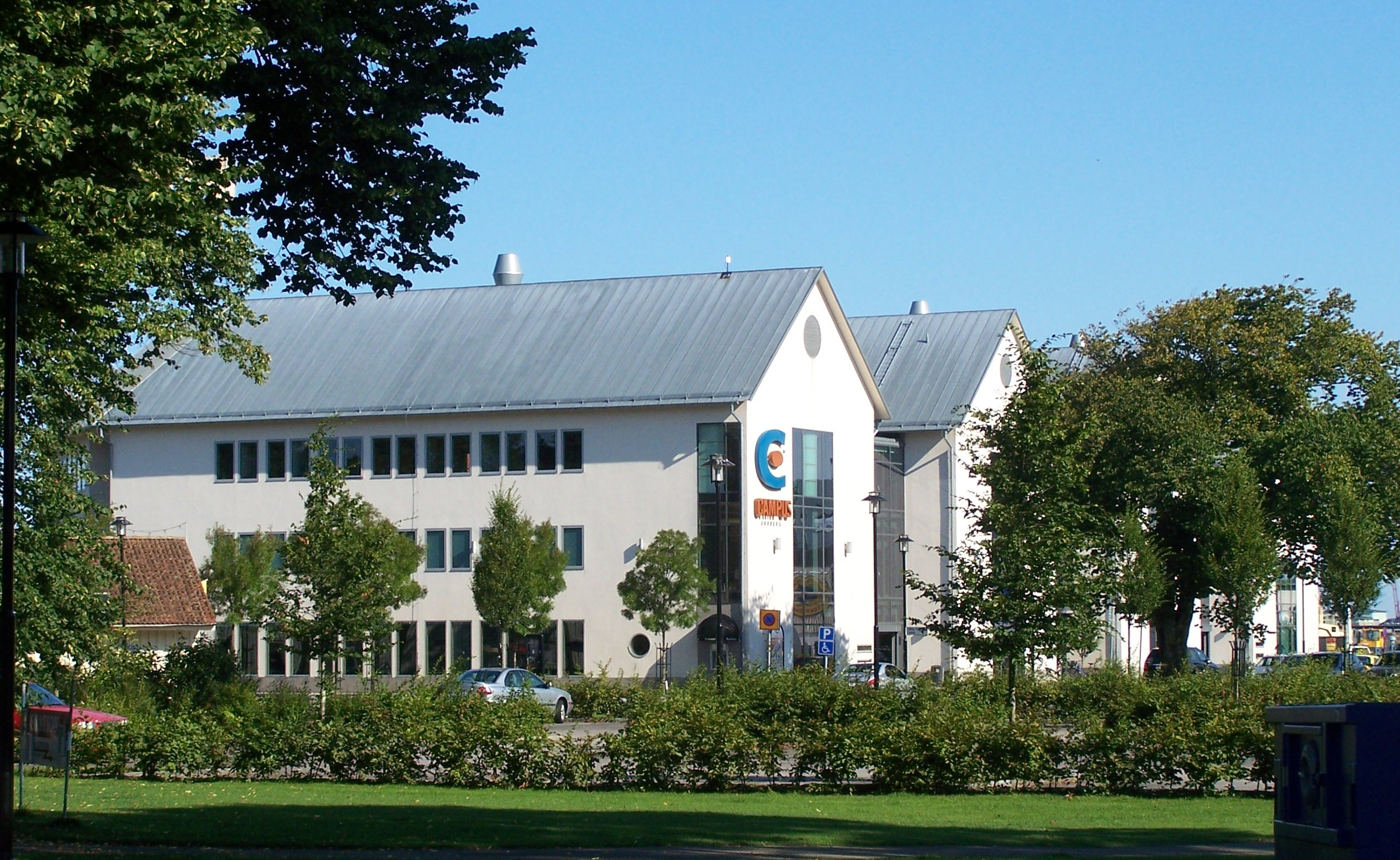
Campus Varberg, färdigställt 2003.

Under 2000-talet har Varberg främst expanderat söderut, genom den fortsatta byggnationen på Breared. Till skillnad från tidigare bostadsområden har bara vissa hus byggts av Varbergs Bostad. I stället har mindre privata fastighetsägare uppfört flerbostadshus av skiftande höjd, storlek och utseende. Det finns både höghus i upp till sju våningar med fasad i tegel och lägre hus med träfasader. I områdets södra delar finns dessutom villor ägda av privatpersoner. Det har gett Breared ett varierat intryck, och området är mycket populärt.
2003 stod högskolefilialen Campus Varberg i hamnområdet klar. Den arkitektoniska stilen är förhållandevis modern. Komplexet består av ett flertal huskroppar förbundna med varandra. Fasaden är ljus och slätputsad, med stora fönster vilket ger en fin utsikt över hamnen.
Även i Varbergs centrala delar har byggnation av bostäder ägt rum under 2000-talet. Det mest framträdande exemplet är kvarteret Kyrkoherden, ritat av Fredblad Arkitekter, som byggdes 2004–2005. Området mellan Västra Vallgatan, Prästgatan och Bäckgatan samt järnvägen hade länge varit en grusplan som fungerat som parkeringsplats. För att ge ett varierat men ändå enhetligt intryck fick husen olika fasader, men gjordes lika höga. Mellan huskropparna finns en stor innergård med trädgårdsodlingar som sköts och nyttjas av de boende. Under innergården finns ett parkeringshus i två plan.
2007 färdigställdes de tre höghusen vid Söderhöjd, tolv, tretton och fjorton våningar höga. Därmed är de Varbergs högsta byggnader (högst i Varbergs kommun är dock de sex sändartornen vid radiostationen i Grimeton). Husen är ritade av Gert Wingårdh och har fasad i rött tegel. Samtliga 156 lägenheter har en stor balkong.
I september 2010 påbörjades ombyggnaden av Varbergs bibliotek till det nya kulturhuset Komedianten, med bland annat bibliotek och konsthall. Byggnaden ritades av Nyréns arkitektkontor och invigdes den 14 januari 2012. Samtidigt integrerades teatern från 1895 i högre grad än tidigare med biblioteket.
Byggnader från 2000-talet

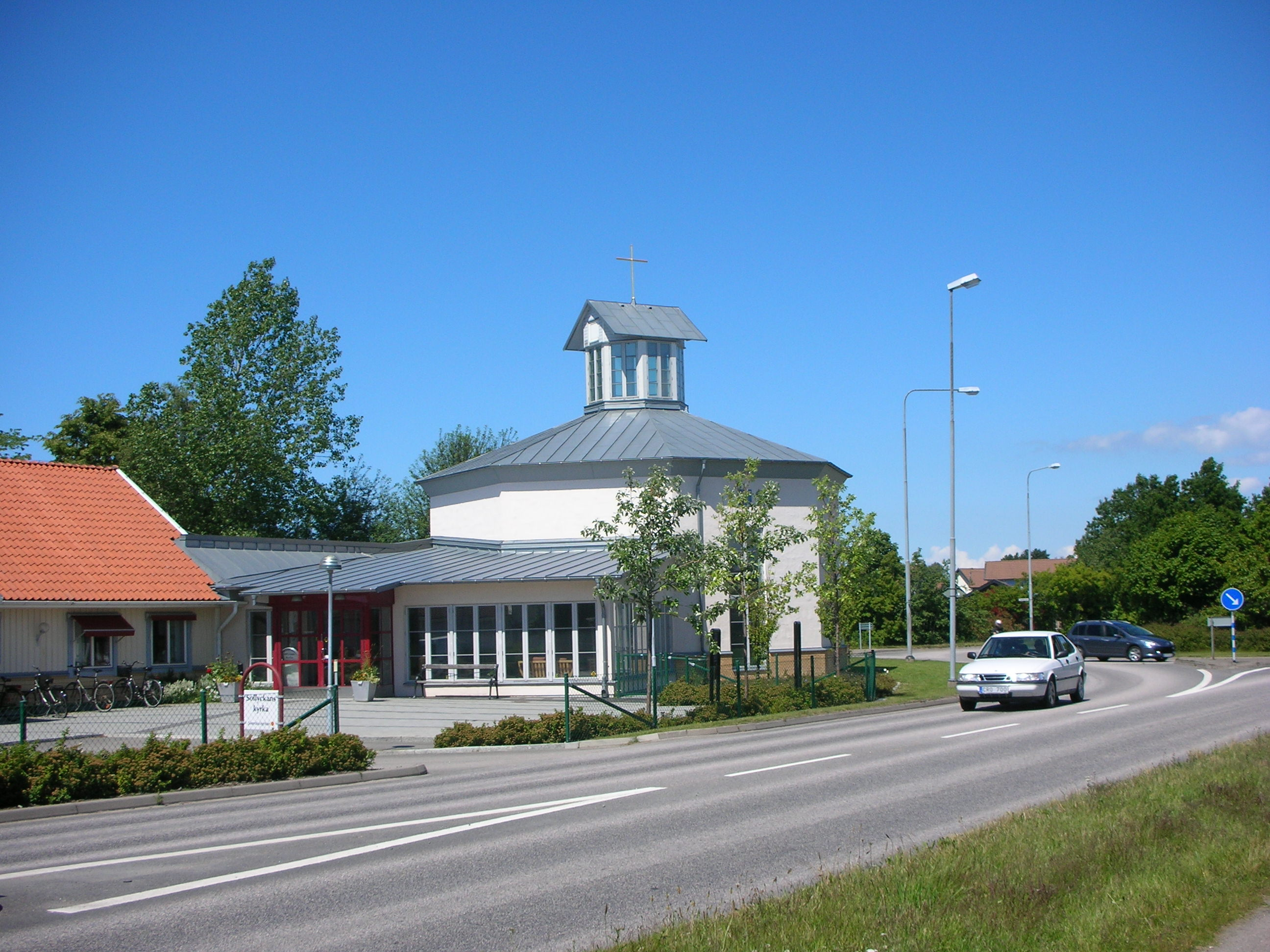
Sollyckans kyrka
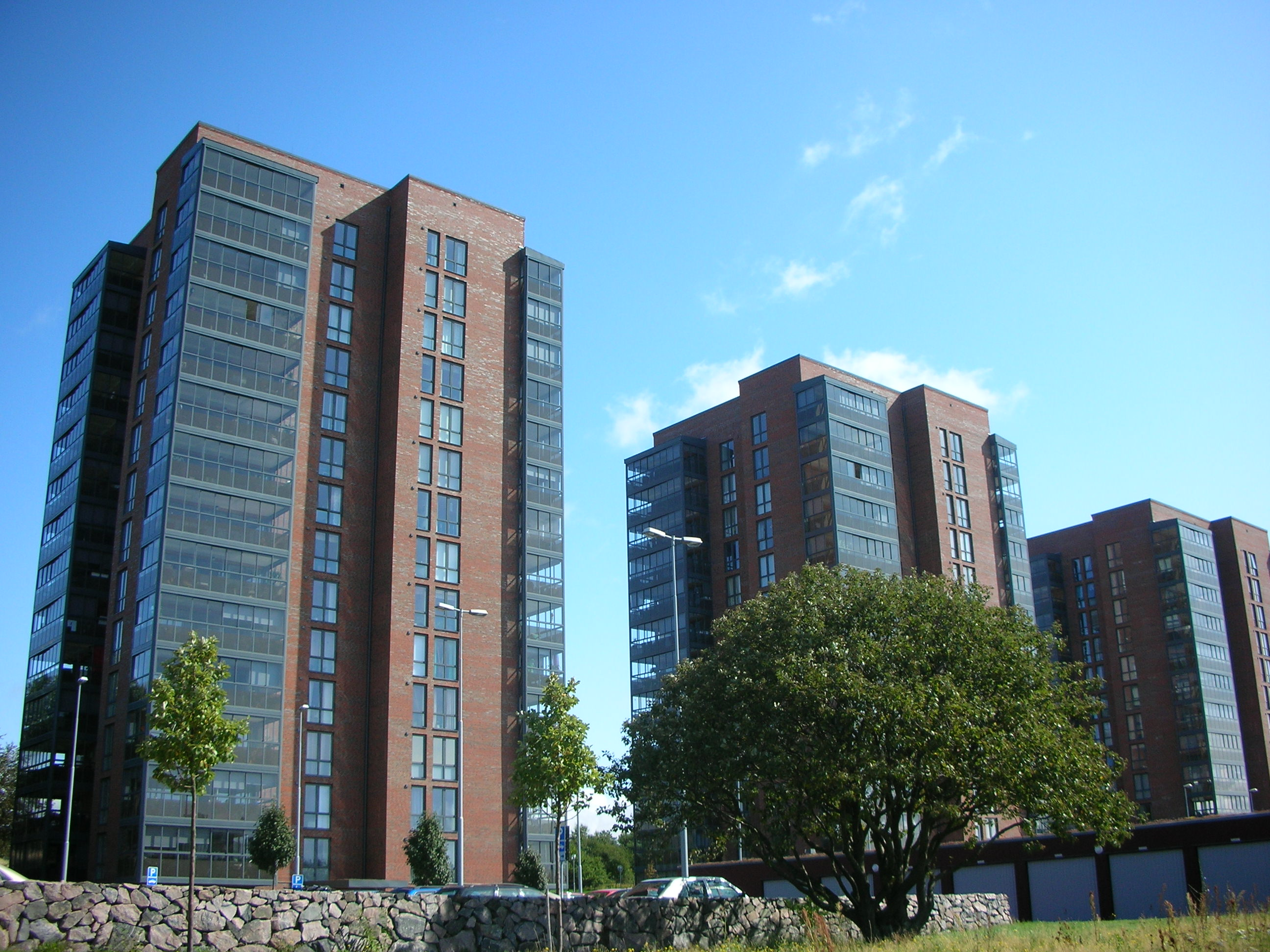
Söderhöjd
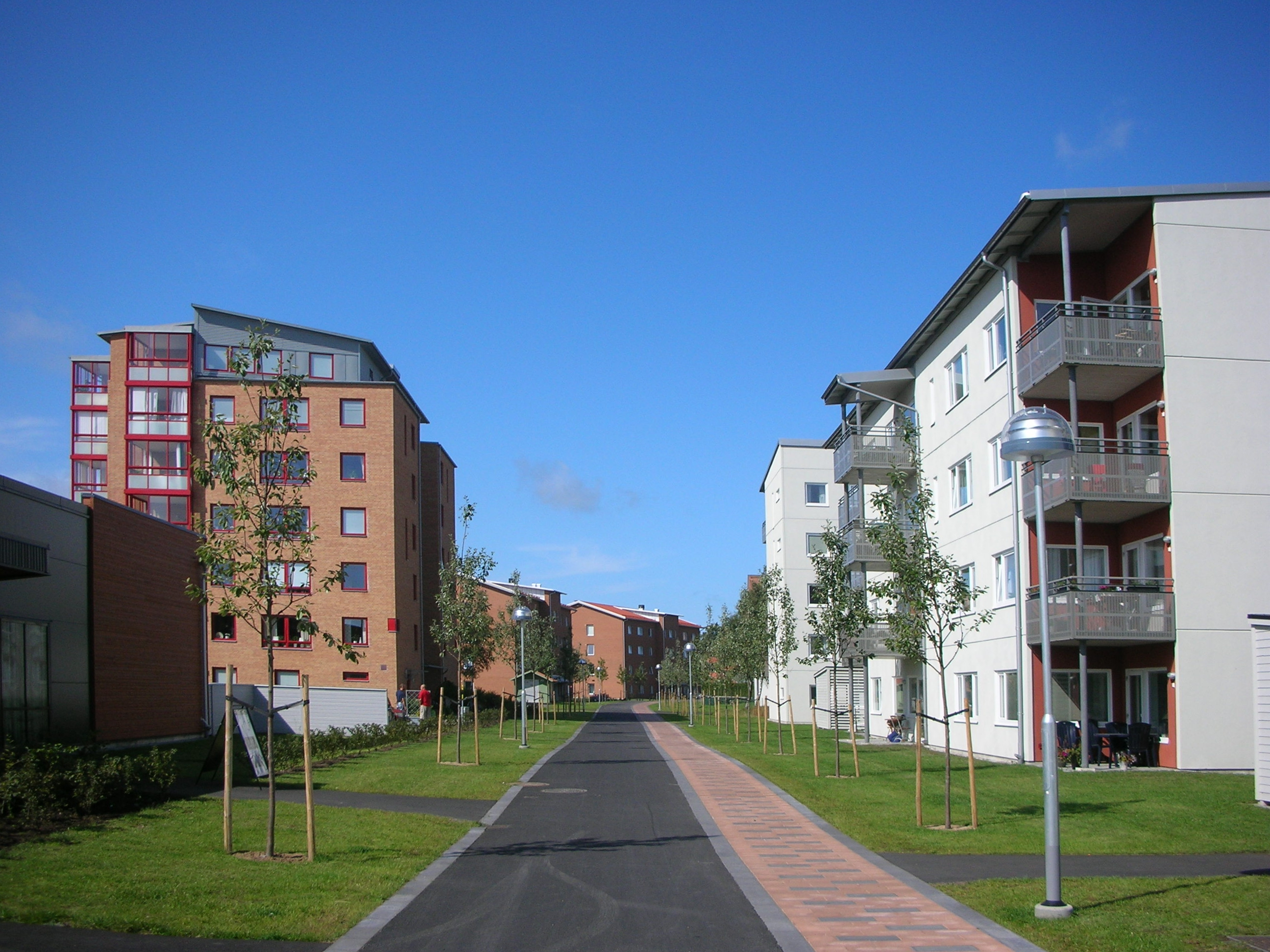
Breared
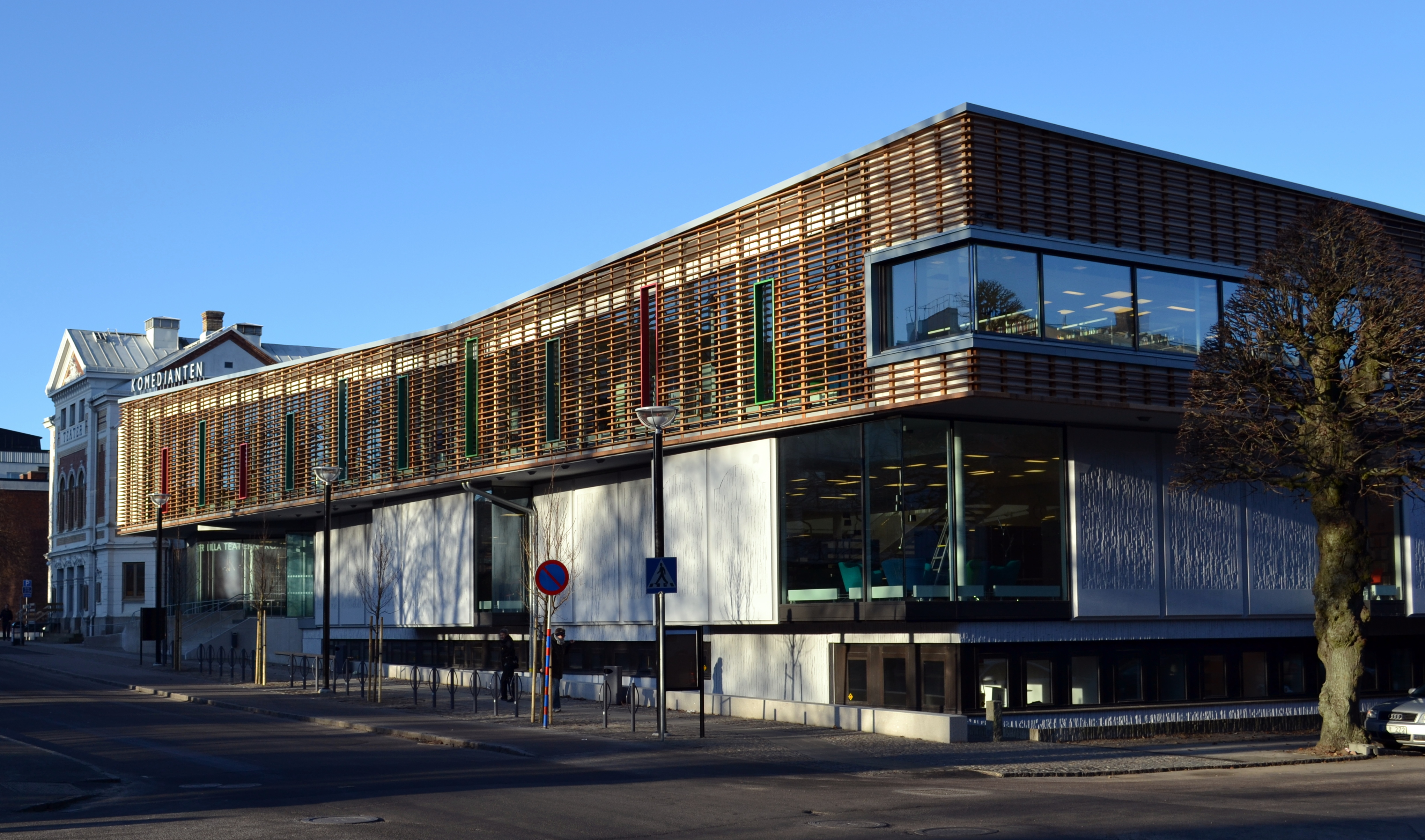
Kulturhuset Komedianten